# Guémené-sur-Scorff
Pour les articles homonymes, voir Guémené.
Guémené-sur-Scorff [gemne syʁ skɔʁf] est une commune française située dans le département du Morbihan, en région Bretagne. Située en Argoat, elle est considérée comme la capitale du Pays Pourlet. Elle doit aujourd'hui surtout sa renommée à sa spécialité gastronomique : l'andouille de Guémené. Elle fait partie des Petites Cités de Caractère.

## Toponymie
Le nom de la localité est attesté sous la forme Kemenet-Guégant en 1160.
Le premier élément Kemenet-Héboé est issu du vieux breton kemenet. Le mot breton kemenet est le participe passé de kemen « mander », « commander », « ordonner » issu du verbe latin commendare d'après Joseph Loth, signifiant entre autres « faire valoir, donner de la valeur » d'où par extension le sens de kemenet « fief, bénéfice ». Le second élément Guégant est un anthroponyme (cf. Histoire, ci-dessous). Le sens global est donc « fief de Guégant ».
« Comment Kemenet est-il devenu Guémené ? Une des règles de la langue bretonne c'est qu'un mot féminin change un "K" initial en "G" (en français en "Gu") quand il est précédé de l'article. (...) La forme indépendante Kemenet a été évincée par la forme avec l'article : er Guémené ».
Le nom de la commune est une homophonie fortuite avec Guémené-Penfao d'après Albert Dauzat et Charles Rostaing qui est un ancien Wenmened (Wenmened, id est Candidus Mons en 1123) composé de gwenn « blanc » et menez « mont, montagne ».
Guémené devient Guémené-sur-Scorff en 1961. Le nom breton de la commune est Ar Gemene (prononcé [ɟəmne]).

## Géographie

### Localisation
Guémené-sur-Scorff se situe au Nord-Ouest du département du Morbihan, à l'intérieur des terres (en centre-Bretagne, dans une zone traditionnellement appelée Argoat). La commune se situe à vol d'oiseau à 17 km de Pontivy, la ville la plus proche, ainsi qu'à une quarantaine de km de Lorient et du littoral Atlantique, tandis que la préfecture du Morbihan, Vannes, est située à 56 km de Guémené.

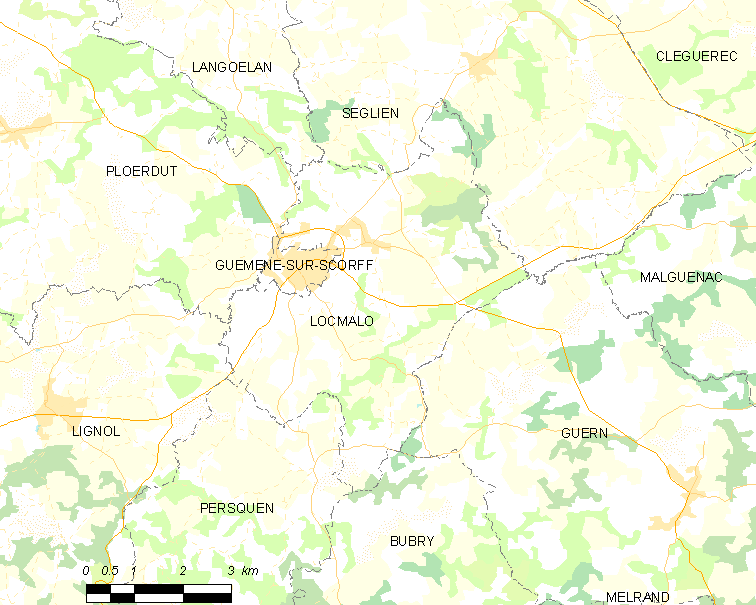
Carte de Guémené-sur-Scorff et des communes avoisinantes.

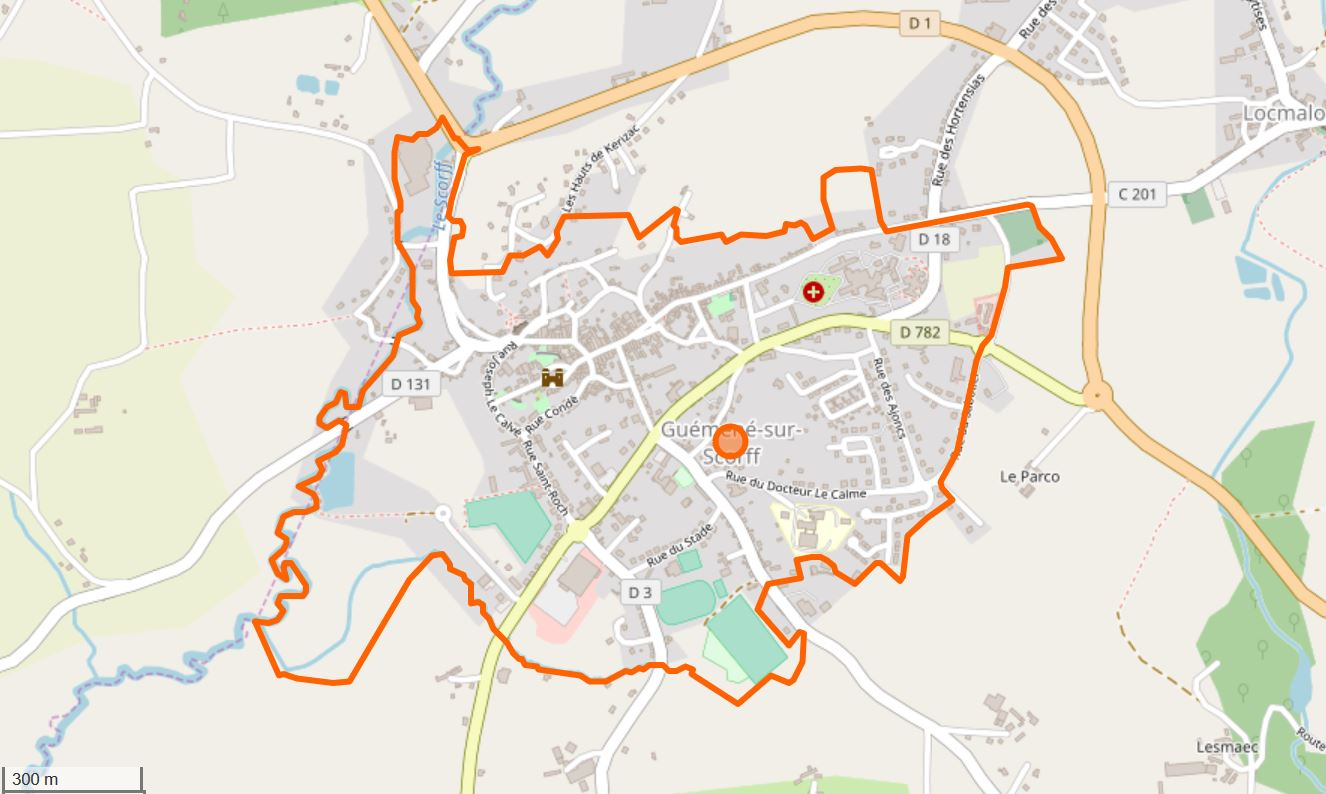
Plan de Guémené-sur-Scorff (tracé de la limite communale en orange.

|          | Locmalo            | Locmalo |
| Ploërdut | Guémené-sur-Scorff | Locmalo |
|          | Locmalo            | Locmalo |

### Géographie administrative
Le territoire de la commune de Guémené-sur-Scorff est en grande partie enclavé dans celui de la commune de Locmalo, qui la borde au nord, à l'est et au sud. À l'ouest coule le Scorff, qui sert de frontière avec la commune de Ploërdut. Avec une superficie de seulement 117 hectares, son territoire se limite à la petite ville proprement dite. L'espace non bâti est très réduit. Avec une population de 1 060 habitants en 2019, la densité de population s'élève d'ailleurs à 906 habitants/km2, une valeur élevée comparable à celle d'une ville comme Lanester.

### Relief et hydrographie
La ville est bâtie sur un terrain vallonné. Le sommet de la colline de Mané Pichot, autrefois couvert de landes et de bruyères, constitue le point le plus élevé de la commune (180 mètres). Le Scorff coule en contrebas de la ville. Ce site a été probablement choisi à l'origine pour son intérêt défensif, les eaux du Scorff servant à alimenter en eau les douves du château. La ville s'est en effet développé à proximité du château féodal des seigneurs de Guémené.
| - Carte topographique de la commune de Guémené-sur-Scorff. |

Le relief, l'hydrographie et la géologie de la région ont été décrits en détail dans un ouvrage publié en 1927
.

### Cadre géologique

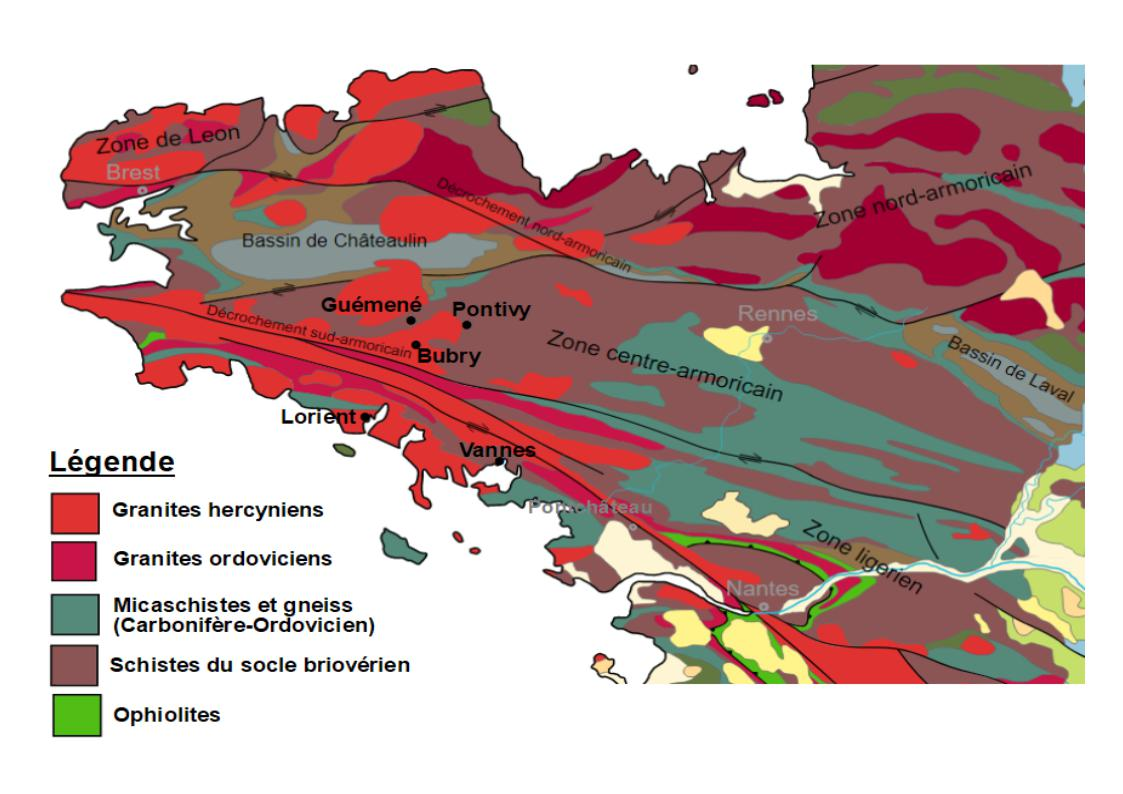
Carte géologique : le leucogranite de Bubry fait partie du « massif de Pontivy ».

Le territoire de Guémené-sur-Scorff est situé dans le domaine varisque centre armoricain marqué par la phase orogénique bretonne de l'orogenèse varisque, au début du Carbonifère inférieur, ou Tournaisien, il y a environ 360 Ma. La collision continentale au cours de l'orogenèse varisque proprement dite se traduit dans le Massif armoricain par un métamorphisme général de basse-moyenne pression, formant les gneiss et, schistes et micaschistes, par des phases de cisaillement et par une anatexie générant migmatites et granites. Elle se traduit enfin, par la mise en place de nombreux granites à travers les roches métamorphiques, concomitamment aux cisaillements et à ce métamorphisme.
La commune est située sur la bande micaschisteuse Le Faouet - Lignol - Guémené qui correspond à un ensellement entre le massif leucogranitique de Pontivy qui affleure au sud-ouest et le massif leucogranitique septentrional de Ploërdut-Séglien, entaillé par la vallée du Scorff. Cette bande d'âge briovérien est parsemée de pointements granitiques (granite à grain moyen à deux micas en proportion presque égale, biotite et muscovite) et correspond probablement à un accident important, orienté N60, senestre, conjugué du cisaillement sud-armoricain dextre. Guémené-sur-Scorff s'est bâtie dans une crique en forme de fer à cheval dominée par les trois collines granitiques de Sainte-Christine, Mané-Pichot et, plus au nord, de Manéguégan (d'une hauteur respective de 168, 179 et 227 mètres).

### Hydrographie
Pour un article plus général, voir Réseau hydrographique du Morbihan.
La commune est située dans le bassin Loire-Bretagne. Elle est drainée par le Scorff et divers autres petits cours d'eau,.
Le Scorff, d'une longueur de 79 km, prend sa source dans la commune de Ploërdut et se jette  dans le Blavet en limite de Lorient et de Lanester, après avoir traversé 18 communes. 

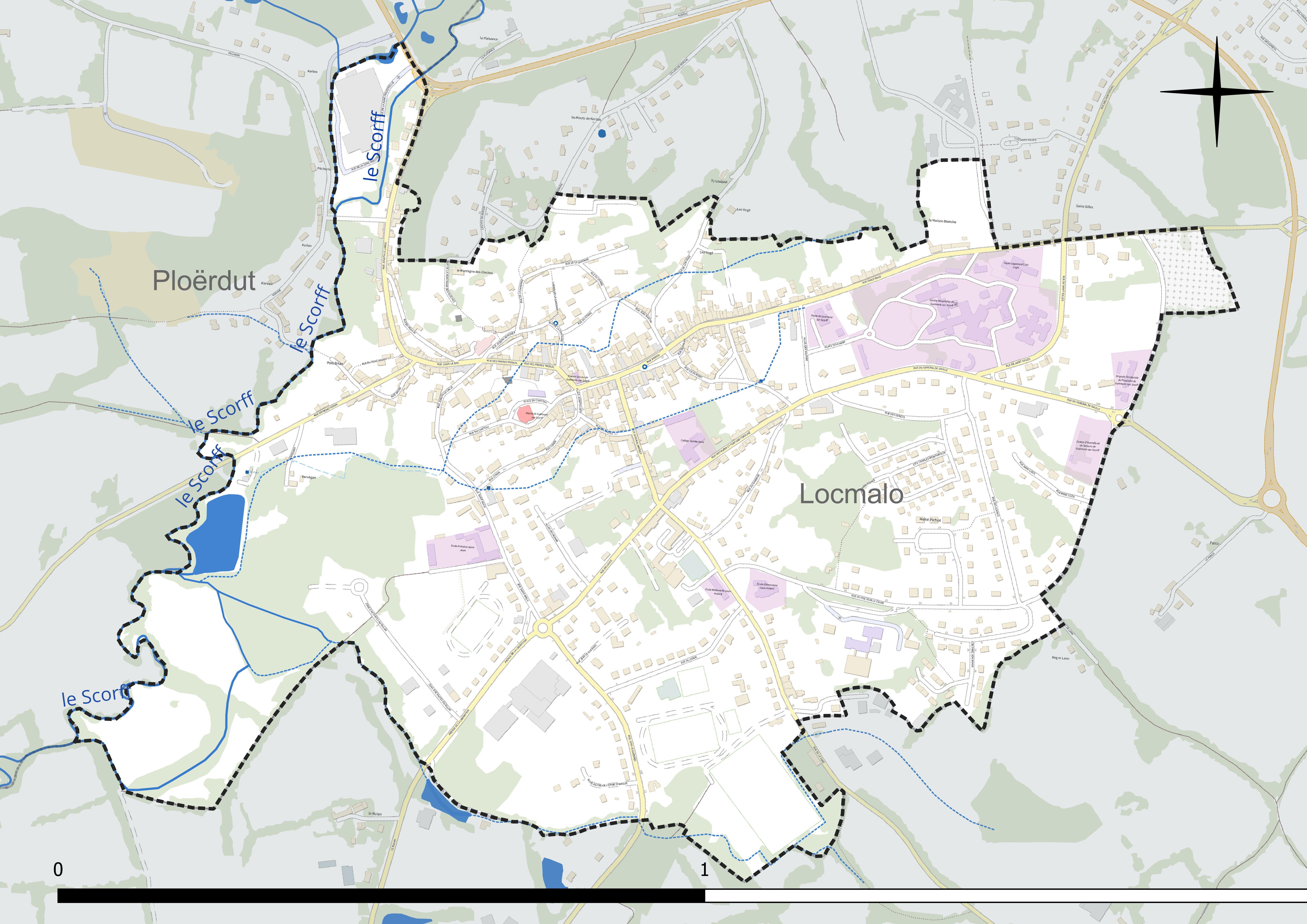
Réseau hydrographique de Guémené-sur-Scorff.

### Climat
Pour des articles plus généraux, voir Climat de la Bretagne et Climat du Morbihan.
En 2010, le climat de la commune est de type climat océanique franc, selon une étude du CNRS s'appuyant sur une série de données couvrant la période 1971-2000. En 2020, Météo-France publie une typologie des climats de la France métropolitaine dans laquelle la commune est exposée à un climat océanique et est dans une zone de transition entre les régions climatiques « Finistère nord  » et « Bretagne orientale et méridionale, Pays nantais, Vendée ». Parallèlement l'observatoire de l'environnement en Bretagne publie en 2020 un zonage climatique de la région Bretagne, s'appuyant sur des données de Météo-France de 2009. La commune est, selon ce zonage, dans la zone « Intérieur », exposée à un climat médian, à dominante océanique.
Pour la période 1971-2000, la température annuelle moyenne est de 10,9 °C, avec une amplitude thermique annuelle de 11,8 °C. Le cumul annuel moyen de précipitations est de 1 059 mm, avec 15,6 jours de précipitations en janvier et 7,9 jours en juillet. Pour la période 1991-2020, la température moyenne annuelle observée sur la station météorologique la plus proche, située sur la commune de Plouay à 20 km à vol d'oiseau, est de 11,8 °C et le cumul annuel moyen de précipitations est de 1 149,0 mm,. Pour l'avenir, les paramètres climatiques de la commune estimés pour 2050 selon différents scénarios d’émission de gaz à effet de serre sont consultables sur un site dédié publié par Météo-France en novembre 2022.

## Urbanisme

### Typologie
Au 1er janvier 2024, Guémené-sur-Scorff est catégorisée bourg rural, selon la nouvelle grille communale de densité à sept niveaux définie par l'Insee en 2022.
Elle est située hors unité urbaine et hors attraction des villes,.

### Occupation des sols
L'occupation des sols de la commune, telle qu'elle ressort de la base de données européenne d’occupation biophysique des sols Corine Land Cover (CLC), est marquée par l'importance des territoires artificialisés (86,6 % en 2018), en augmentation par rapport à 1990 (74,2 %). La répartition détaillée en 2018 est la suivante : 
zones urbanisées (86,6 %), zones agricoles hétérogènes (13,4 %). L'évolution de l’occupation des sols de la commune et de ses infrastructures peut être observée sur les différentes représentations cartographiques du territoire : la carte de Cassini (XVIIIe siècle), la carte d'état-major (1820-1866) et les cartes ou photos aériennes de l'IGN pour la période actuelle (1950 à aujourd'hui).

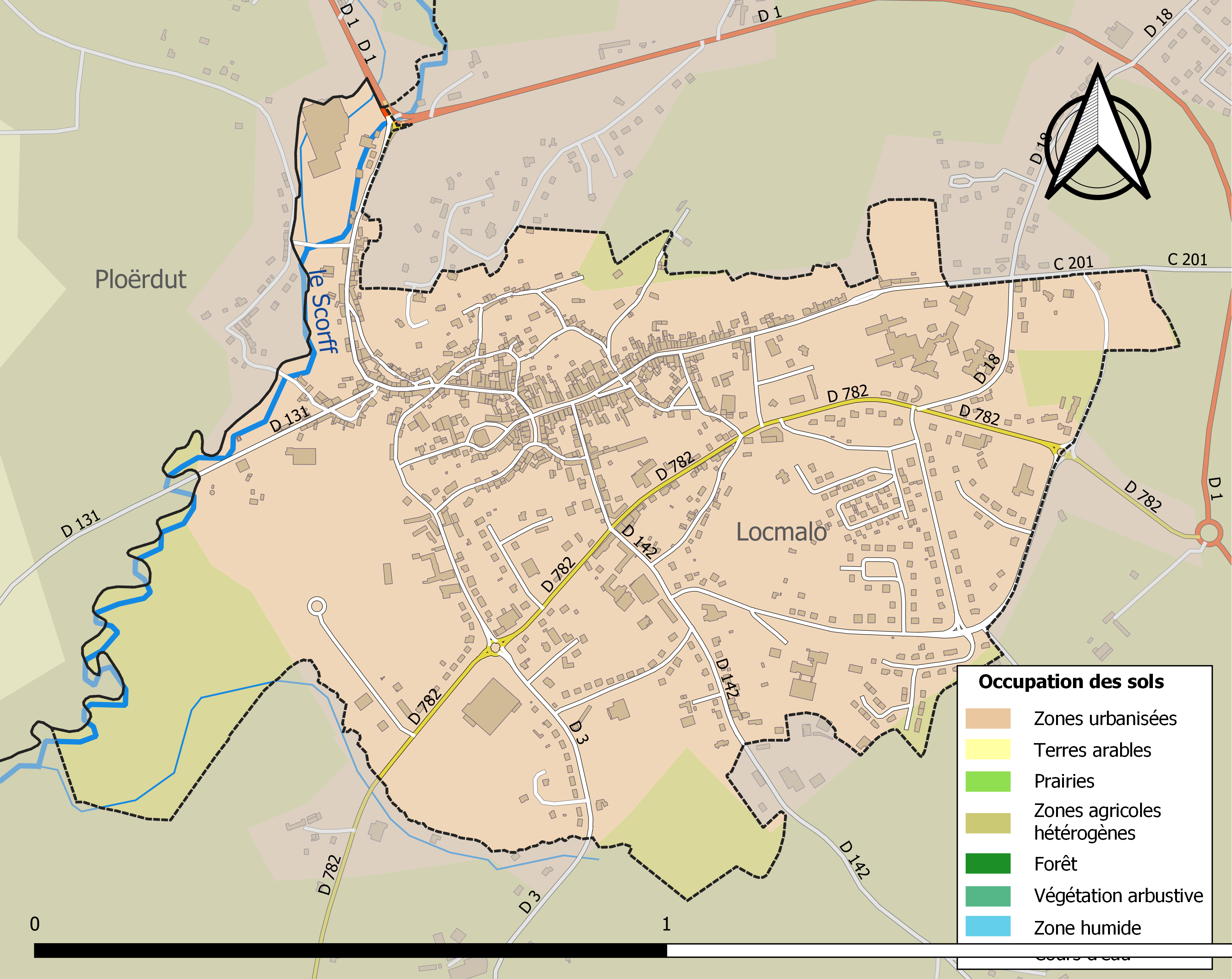
Carte des infrastructures et de l'occupation des sols de la commune en 2018 (CLC).

### Habitat
En 2020 Guémené-sur-Scorff était la commune de Bretagne où le prix médian des maisons était le moins élevé (50 500 euros), près de 10 fois moins qu'à l'Île-aux-Moines, commune où ce prix était le plus élevé.

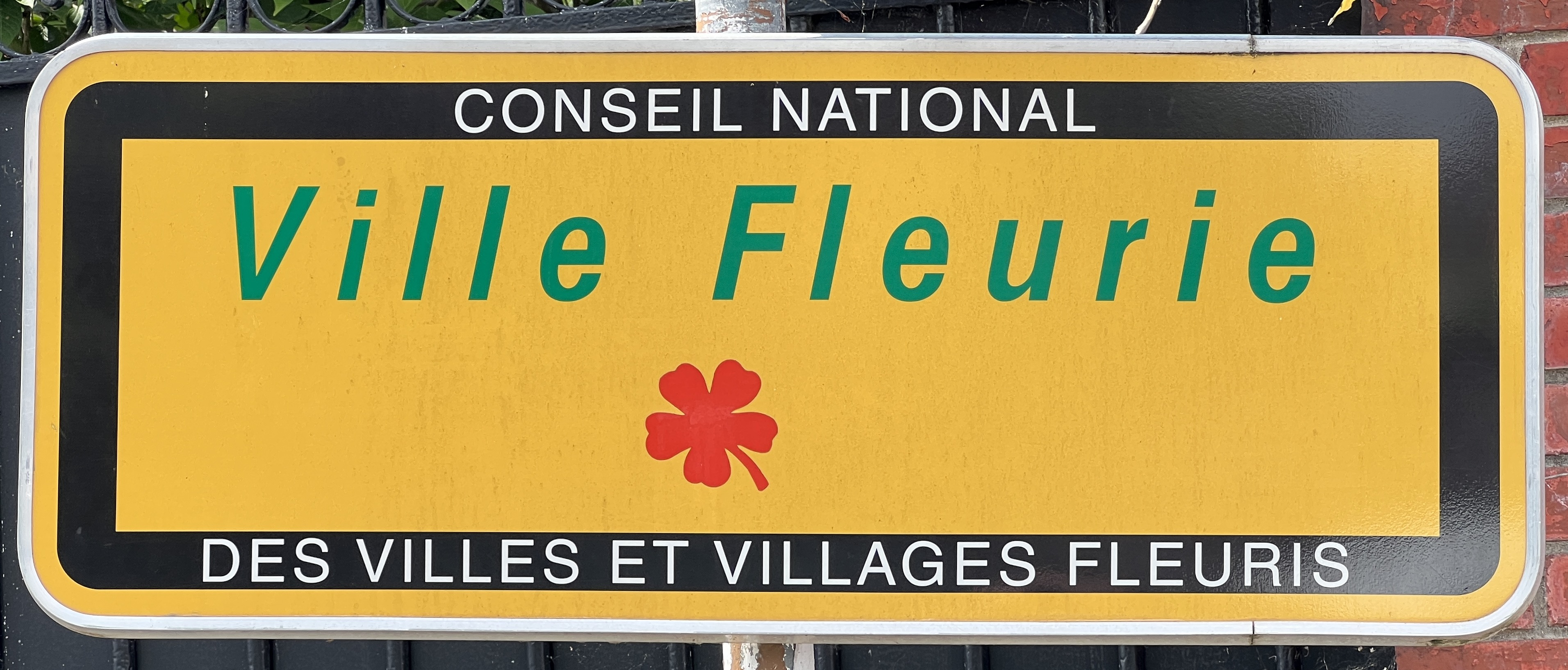
La récompense "Ville Fleurie", également connue sous le nom de "Villes et Villages fleuris, anciennement appelée concours, a été créée en 1959 en France pour promouvoir le fleurissement, l'environnement de vie et les espaces verts.

## Histoire

### Préhistoire
Des travaux d'arasement menés en 1936 au sommet du Menez Pichotte (Mané Pichot) permirent d'exhumer un dolmen qui y était enfoui (« une belle table de granit d'environ 4 tonnes, portée par trois piliers massifs de la même roche ». Il pourrait s'agir de la tombe d'un ancien chef du Kemenet-Guégan.

### Moyen Âge et Temps Modernes

#### Le château de Guémené (sous l'Ancien Régime)
L'histoire de Guémené est en grande partie liée à celle de son château. La ville doit en effet son développement à la présence de ce dernier. Guémené, au début, n'était qu'une simple trève dépendant de la paroisse de Locmalo.
Une motte castrale est construite dans la première moitié du XIe siècle (1022 ou 1050 suivant les sources), par Guégant, fils d'un dénommé Piriou (ou Périou) et neveu d'Alain Canhiart, comte de Cornouaille. Guégant donne son nom au lieu, Kemenet-Guégant,. qui n'est d'abord qu'une châtellenie dépendant de La Roche-Périou, en Priziac, et un arrière-fief du comté de Porhoët. Puis, à la mort de son père, Guégant devient à la fois seigneur de Guémené et de la Roche-Périou et fait de ce lieu une grande seigneurie de l'ouest du comté de Vannes. Il a alors pour voisin au sud un autre grand fief, le Kemenet-Héboé.
La seigneurie de Guémené comprenait les paroisses de Locmalo, Lignol, Ploërdut, Priziac, Saint-Tugdual, Persquen, Lescoët, la trève de Leshernin en Séglien, Silfiac, Langoëlan, Saint-Caradec-Trégomel, Plouray, Mellionnec et Plouguernevel.
Le fief de Kemenet-Guegant est absorbé au début du XIIe siècle par Alain Ier de Rohan, membre de la famille de Rohan. C'est à cette époque que la motte féodale est remplacée par un château en pierre, comprenant donjon et logis.
Au XIIIe siècle, à la suite du mariage en 1251 de Mabile de Rohan avec Robert de Beaumez, les nouveaux seigneurs entreprennent des travaux importants, notamment la construction d'une tour carrée accolée au logis du château et d'une enceinte de pierres autour de la ville (une tour est dénommée "tour Beaumez").
Le château est assiégé en décembre 1342, dans le cadre de la guerre de succession de Bretagne (Reynaud, capitaine du château de Guémené, soutient Jean de Montfort), par les Anglais qui pillent la ville et massacrent les habitants ; le roi Édouard III donne le château au capitaine anglais Roger Davis (époux de Jeanne de Rostrenen) qui démantèle le château pour en construire un nouveau, le « chastel anglais » entre 1342 à 1354. Il est acquis par Jean Ier de Rohan et sa femme Jeanne de Navarre, petite-fille du roi Louis X le Hutin par sa mère, le 26 mai 1377, pour 3 400 sous d'or, aux dépens de Jean, sire de Longueval, et de Jeanne de Beaumez son épouse. Leur fils Charles de Rohan, premier de la lignée des Rohan-Guémené, hérite du fief en 1384 ; une douzaine de seigneurs issus de cette lignée se succéderont sur le fief de Guémené).
En 1570, le roi Charles IX érige le fief en principauté et les seigneurs de Guémené prennent alors le titre de Princes de Guémené. La principauté reste dans la maison des Rohan, branche des Rohan-Guéméné, jusqu'à la Révolution. Le domaine de la principauté de Guémené comprenait le château de Guémené (avec mâchicoulis, canonnières, 8 tours, douves et pont-levis), les halles, le four et l'étang de Locmalo, 117 tenues (principalement en Locmalo, Plouguernével, Saint-Caradec et Trégomel, des forêts en Lignol, des moulins, des landes, des "montagnes", des terres et 35 paroisses.
Le château est attaqué à de nombreuses reprises au cours de sa longue histoire : par les troupes d'Henri Plantagenêt au XIIe siècle, par celles du roi d'Angleterre Édouard III en novembre 1342 (le château est incendié), par des Ligueurs en 1589 (mais les troupes royales qui l'occupaient parvinrent à s'y maintenir) et par des chouans le 28 janvier 1795. Il est occupé par les Anglais pendant la guerre de Succession de Bretagne et par les Espagnols pendant les Guerres de la Ligue (ses fortifications sont démolies peu après). Il connaît plusieurs remaniements au cours des siècles. Un premier château en bois voit le jour. À la construction en bois, succède un donjon de pierre. Puis les Anglais, après s'être emparé de la place, font de grands travaux : assèchement des marais et construction d'un nouveau château qui est presque achevé en 1356. Jeanne de Navarre fait construire par la suite une étuve rappelant les thermes romains, connu sous le nom de « Bains de la Reine ». Bien que Marie de Rohan le désarme pour en faire un château de plaisance de style Renaissance, il est progressivement délaissé par ses propriétaires à partir du XVIIe siècle. Ceux-ci préfèrent en effet résider sur leurs terres en Touraine ou profiter des fastes de la vie à la cour et ne se rendent plus que rarement sur leurs terres guémenoises. Le château tombe progressivement en ruines, servant même de carrière pour la construction de maisons ; le donjon est abattu en 1693.

#### La ville à la même époque
La ville est décrite comme moult riche, pleine et marchande au XIVe siècle. Elle abrite avant la Révolution une importante population de serviteurs et de fonctionnaires au service des seigneurs de Guémené : fermier général, sénéchal, procureur fiscal, intendant, capitaine du château, notaires. C'est aussi une place marchande renommée pour ses foires. La ville a conservé de cette époque un grand nombre de maisons ainsi que l'auditoire, qui servit un temps de mairie, et fait maintenant office de médiathèque. Des halles, attestées dès 1634, situées sur l'actuelle place Joseph-Loth, sont démolies en 1923 pour des raisons d'insalubrité.

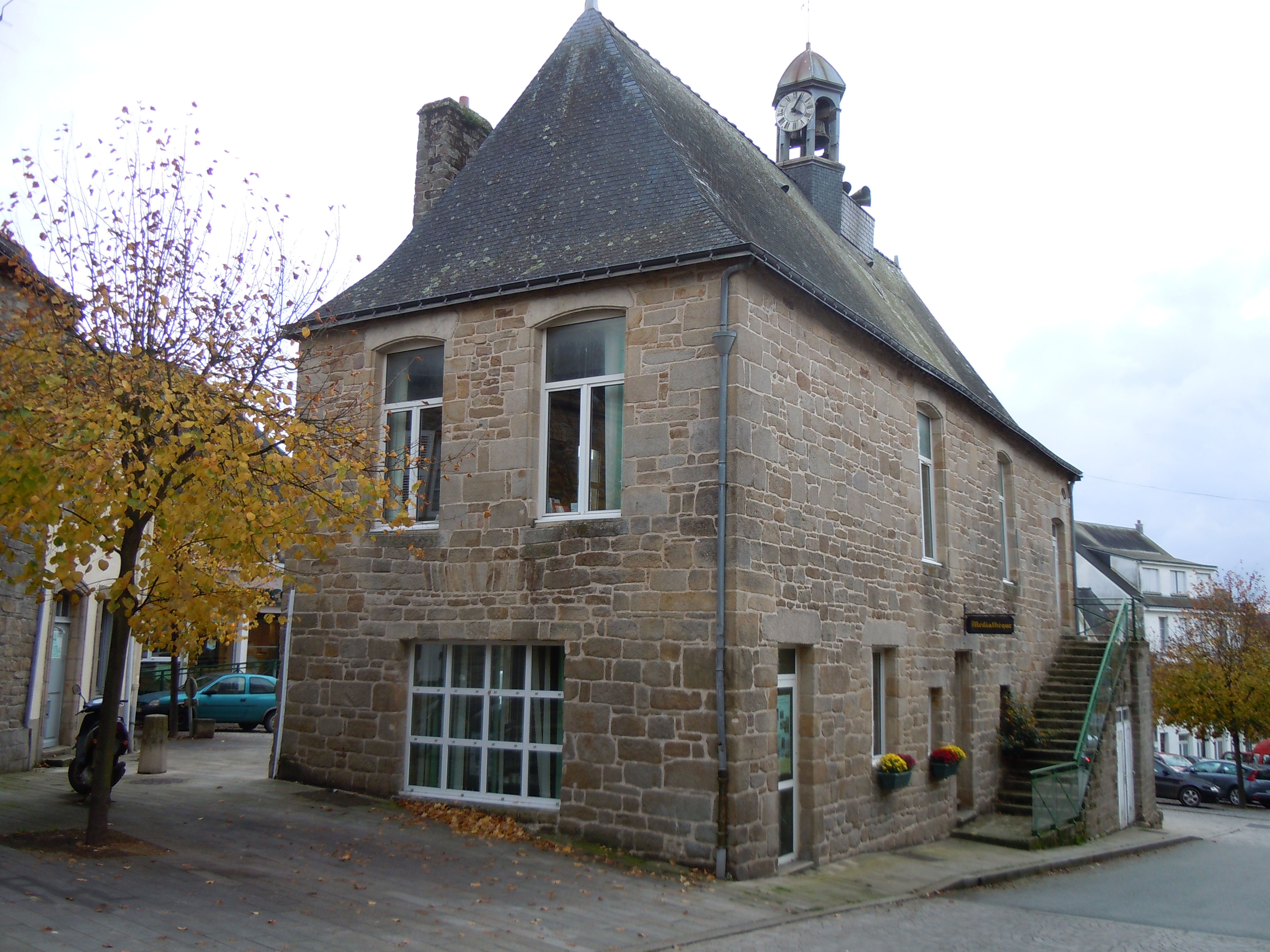
L'ancien auditoire, devenu mairie puis médiathèque.
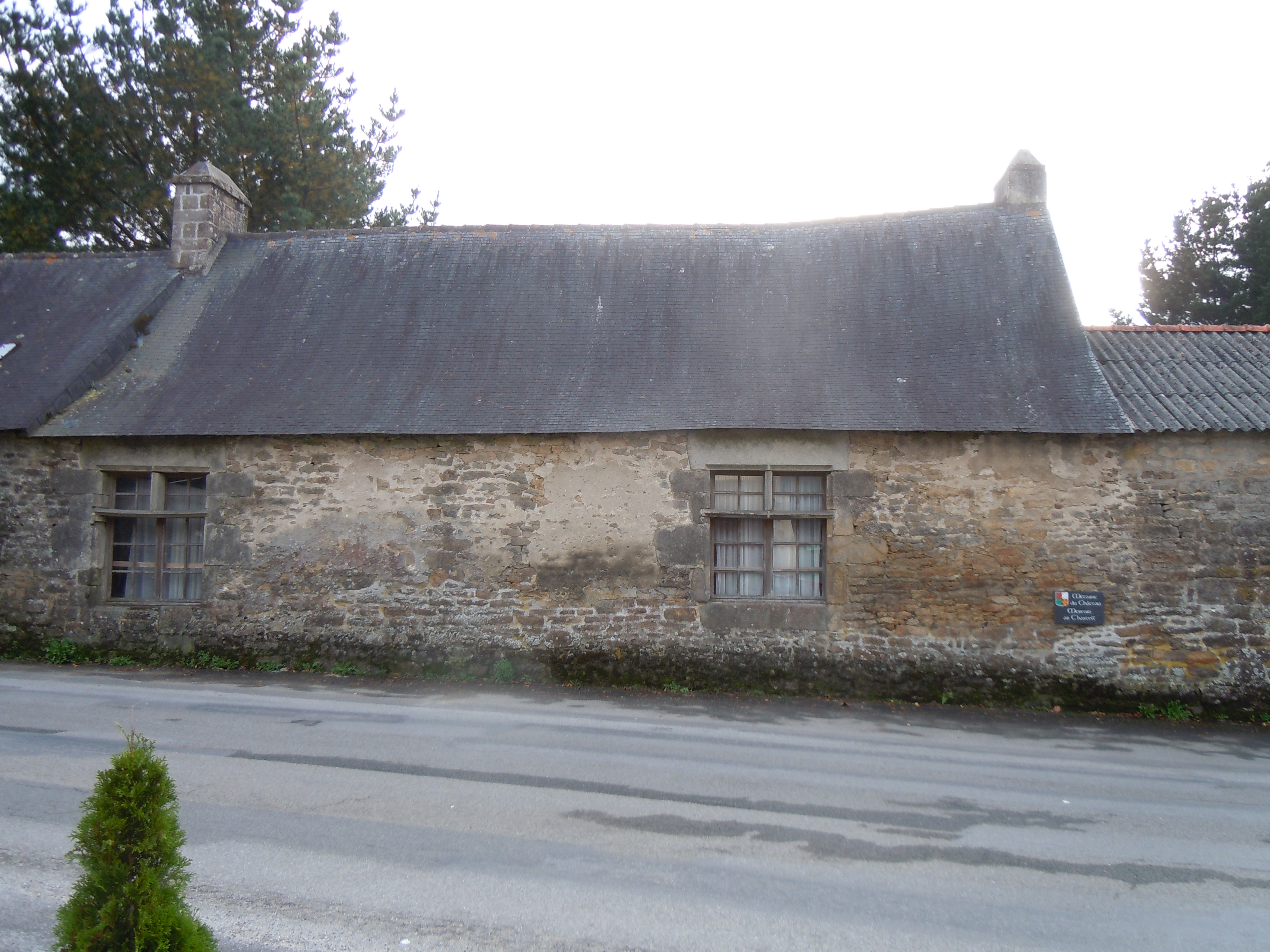
L'ancienne métairie du château.
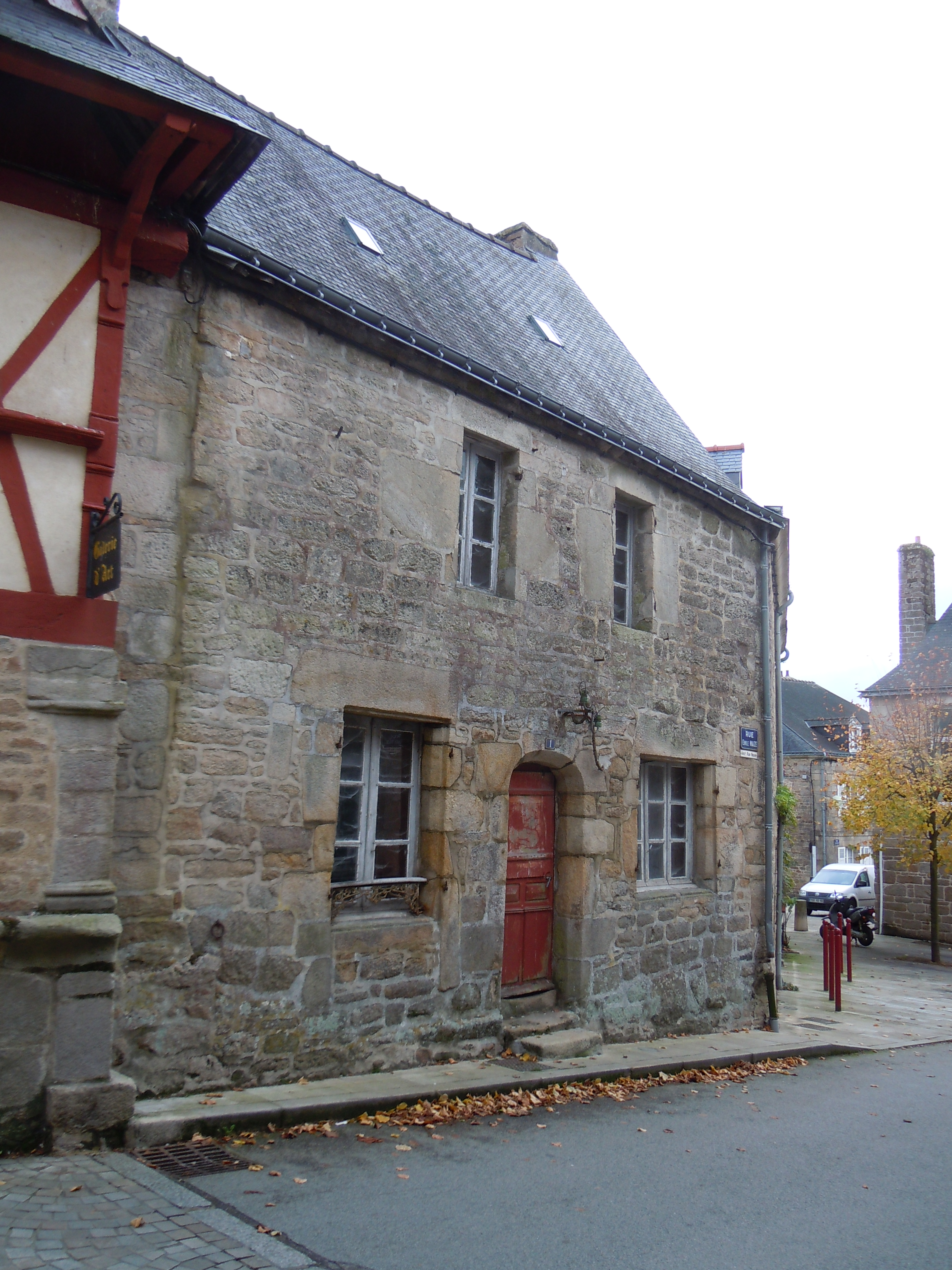
Maison datée du XVe siècle ou XVIe siècle.
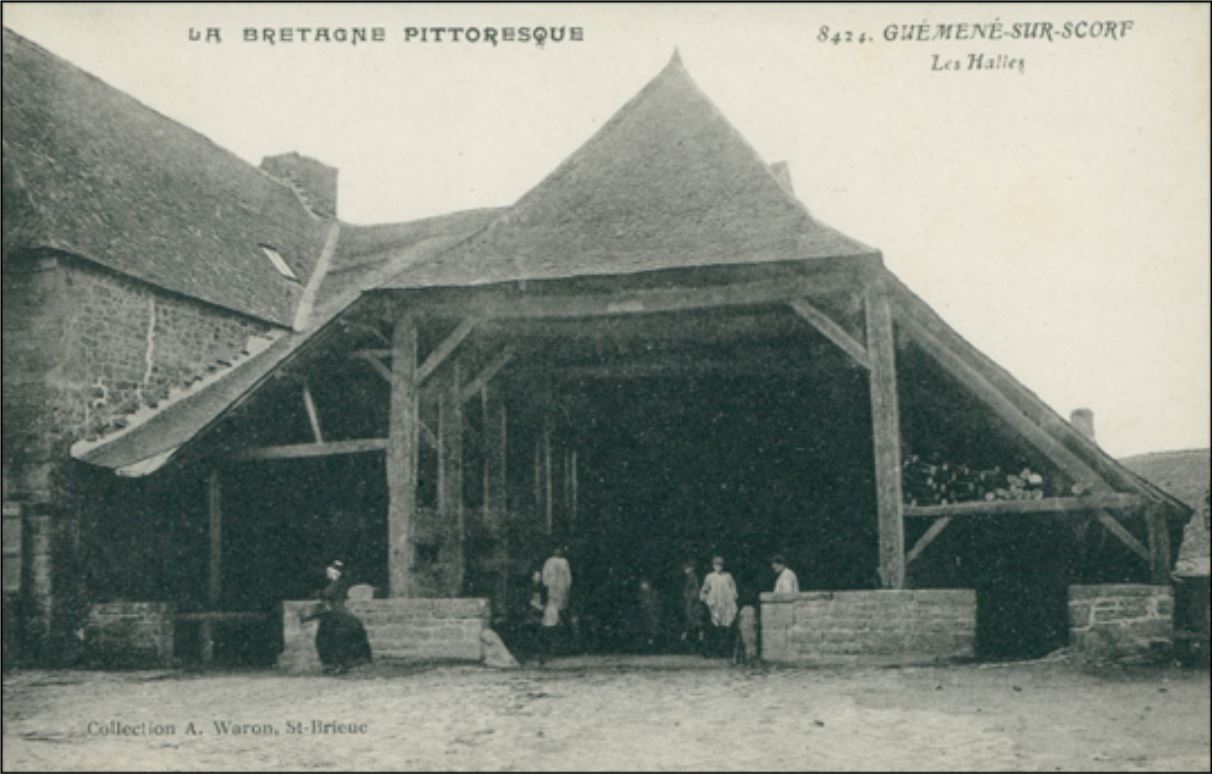
Les anciennes halles, démolies en 1923, pour des raisons d'insalubrité.

En 1691 la collégiale menace ruine et l'évêque de Vannes, Mgr François d'Argouges, y interdit les célébrations religieuses transférées provisoirement dans la chapelle Saint-Joseph, qui est la chapelle de l'hôpital.

#### Les démêlés entre Guémené et Locmalo
Depuis l'érection par Marie de Rohan, veuve de Louis IV de Rohan-Guémené, en 1529 de la collégiale Notre-Dame de la Fosse (celle-ci, faute de revenus suffisants, dépérit dans la seconde moitié du XVIIIe siècle ; elle fut supprimée en 1790), la trève de Guémené se trouvait en porte-à-faux par rapport à Locmalo : Guémené possédait, grâce à sa collégiale et à son chapitre, presque tous les éléments constitutifs d'une paroisse ; de plus, étant le siège de la principauté, Guémené connaissait une expansion et prenait une importance que Locmalo ne pouvait ambitionner. Toutefois jusqu'en 1790 un compromis fut trouvé : le doyen de la collégiale était en même temps recteur de Locmalo, même si chacune des deux localités avait son général.
En janvier 1790 Guémené devient une commune indépendante et même le chef-lieu d'un canton qui comprend aussi les communes de Locmalo, Persquen, Séglien et Silfiac. Locmalo, devenue commune subbalterne par rapport à Guémené, souffre amèrement de cette déchéance. Des querelles éclatent, notamment à propos du lieu d'enterrement des morts ; depuis 1779, année d'une épidémie qui avait fait de nombreux morts à Guémené, les décédés étaient, en raison de la petitesse du cimetière de Guémené, inhumés à Locmalo ; mais le 17 avril 1791 il est décidé par M. de Lauzun que les morts de Guémémené seraient à nouveau inhumés dans la ville, qui a édifié un nouveau cimetière, ce qui entraîne des protestations des commerçants de Locmalo.

### LeXVIIIesiècle

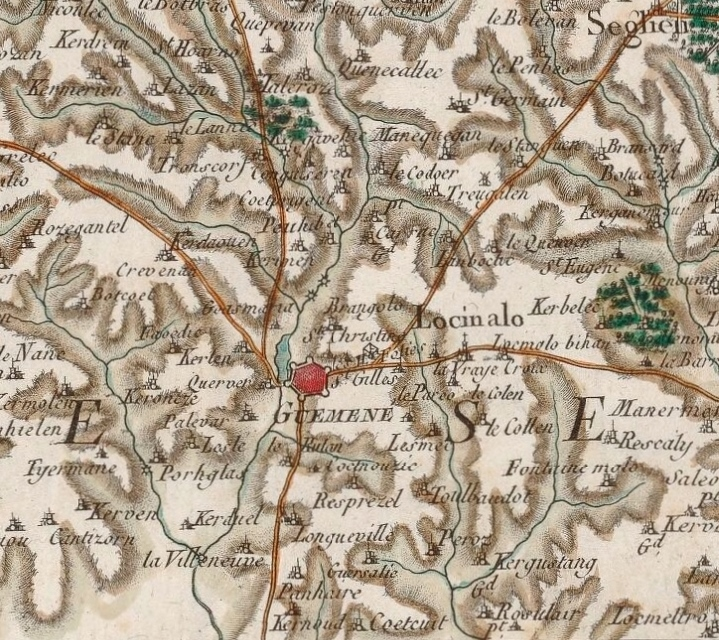
Carte de Cassini de Guémené et de ses environs (1787).

Jean-Baptiste Ogée indique en 1778 que Guémené est dans l'évêché de Vannes, dispose d'une subdélégation, d'une poste aux lettres, d'un marché tous les jeudis, d'une commanderie de l'Ordre de Saint-Jean de Jérusalem et sept hautes justices, y compris celle de la principauté de Guémené, qui ressort à la cour royale d'Hennebont, et celle de Presquen, juveignerie de Guémené, ainsi que de deux moyennes justices et d'un couvent d'Hospitalières ; il précise aussi que la ville a alors 1 500 communiants et que la cure est présentée par le Prince de Guémené. « Ce territoire, couvert d'arbres et buissons, est coupé d'une multitude de vallons et de montagnes [sic]. On y voit des terres excellentes, de bonnes prairies, des arbres très féconds, des fruits desquels on fait du cidre, (...) et beaucoup de landes ».

### Révolution française

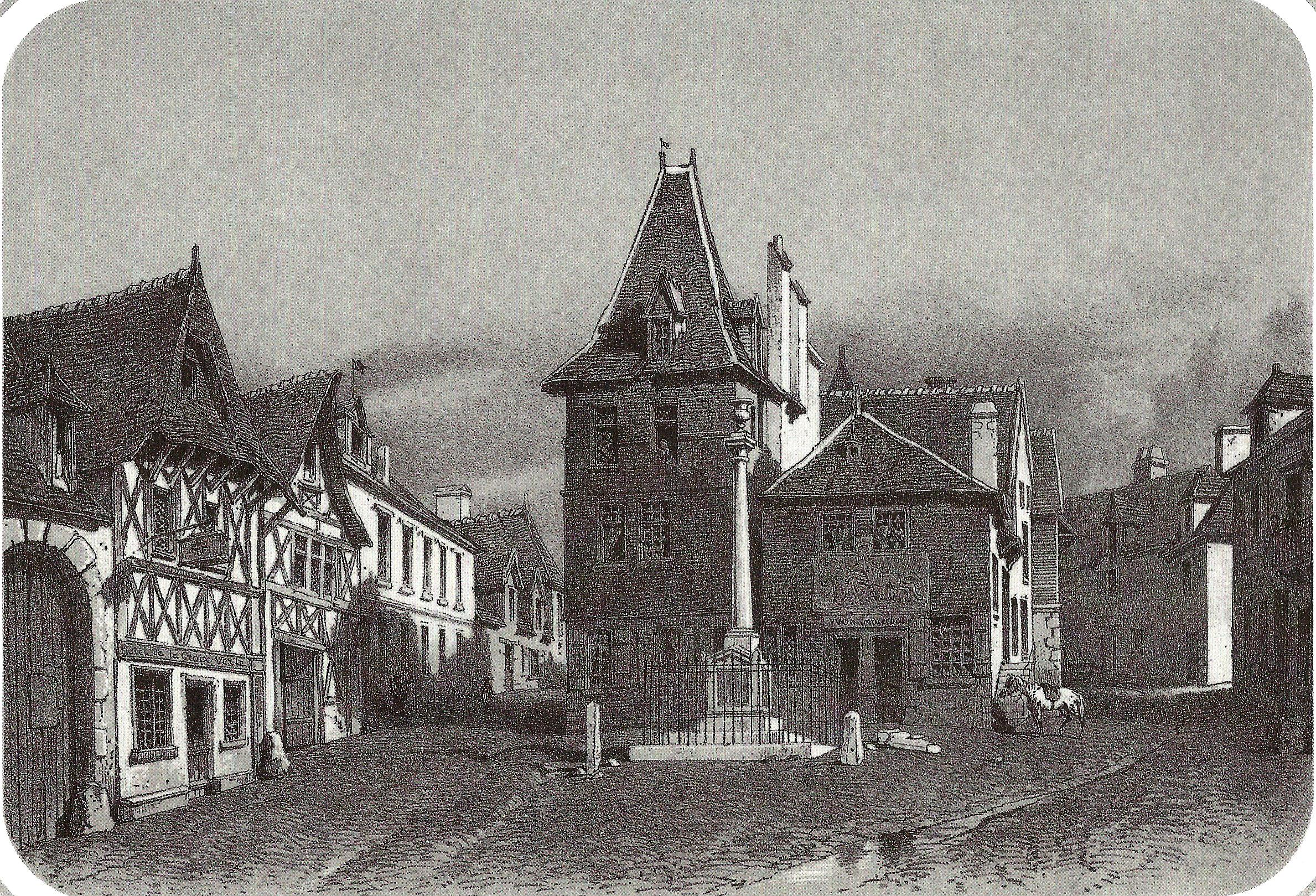
Guéménée, dessin de Thomas Drake et lithographie d'Henri Daniaud, 1860.

Le 28 août 1792 les prêtres de Locmalo et Guémené (Joseph Le Gruyer de Kervauduc, recteur de Locmalo et de la ville de Guémené ainsi que doyen ; Auguste Le Briz, chanoine de la ci-devant collégiale ; et 6 autres), menacés d'arrestation (ils ont refusé de prêter serment à la Constitution civile du clergé et sont donc prêtres réfractaires prennent la fuite et émigrent, à l'exception de Le Gruyer de Kervauduc, trop âgé (il est en poste depuis le 26 mars 1745) qui est emprisonné à Vannes où il meurt le 11 février 1793, âgé de 78 ans. Un prêtre constitutionnel, François Louvart-Pontigny, est nommé pour les remplacer en octobre 1792, mais, non accepté par les paroissiens, démissionne en décembre de la même année.
Le château devient bien national ; en 1792 il sert de prison à 500 Anglais.
En 1795, contre Guémené, Mercier, un chef chouan, réunit 1500 hommes. La ville était gardée par trois cents grenadiers. À 4 heures du matin, les Chouans pénètrent dans la ville, surprennent les grenadiers. Ils restèrent dans celle-ci jusqu'à six heures. Ils repartirent en emmenant 30 morts, 50 blessés et 30 prisonniers : ceux-ci furent relâchés après avoir crié « Vive le roi ! ».

### XIXesiècle

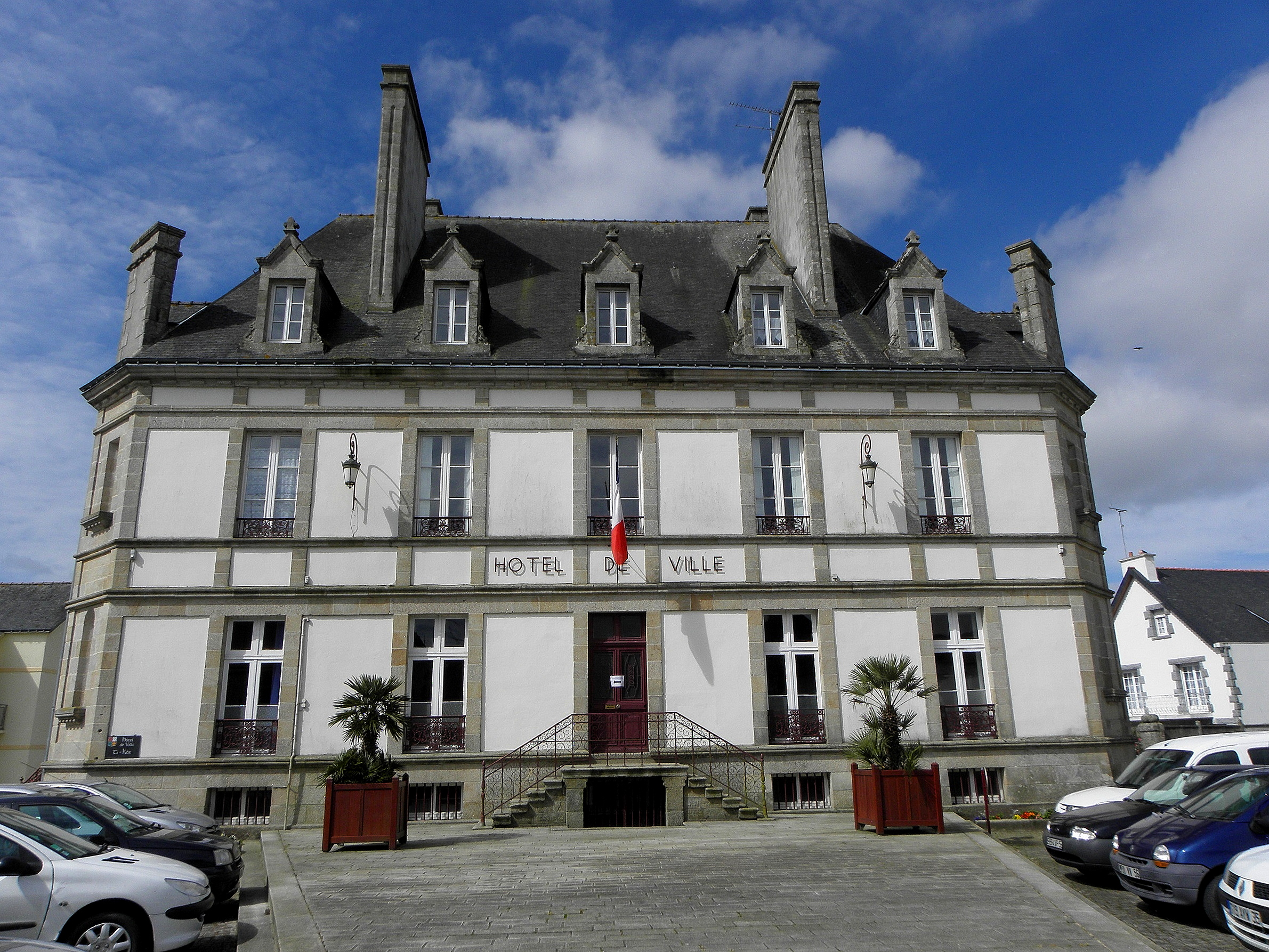
La demeure de style néoclassique construite en 1843 au cœur de l'ancien château (mairie actuelle).

En 1803 le château devient un refuge pour invalides avant de devenir une caserne en 1804 et de le rester jusqu'en 1812 ; le château est acheté en 1814 par un banquier qui le laisse à l'abandon. En 1843 la famille Juttard-Lannivon en est acquéreur : elle fait construire au centre de l'enceinte fortifiée une nouvelle demeure, de style néoclassique, pour remplacer le château ruiné (c'est la mairie actuelle).
Une colonne commémorative à la mémoire de l'enseigne de vaisseau Hippolyte Bisson, qui commandait le Panayoti et qui mourut le 5 novembre 1827 en choisissant de saborder son bateau plutôt que de se rendre pendant la Guerre d'Indépendance grecque se trouve Place Bisson.

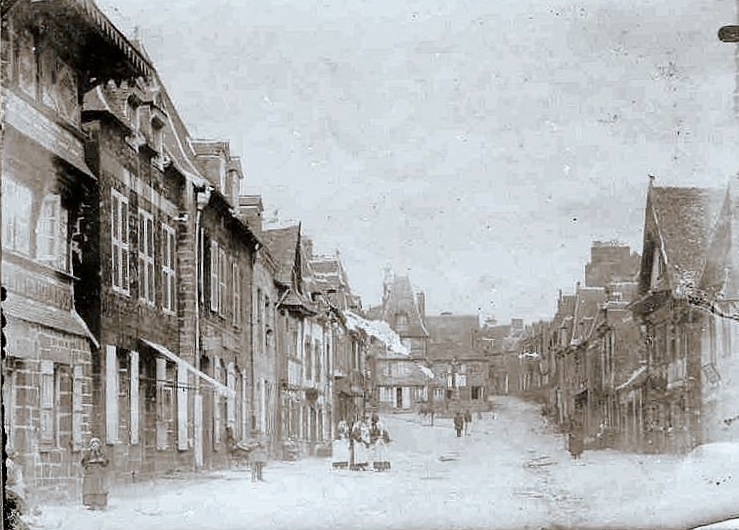
Guémené en 1897.

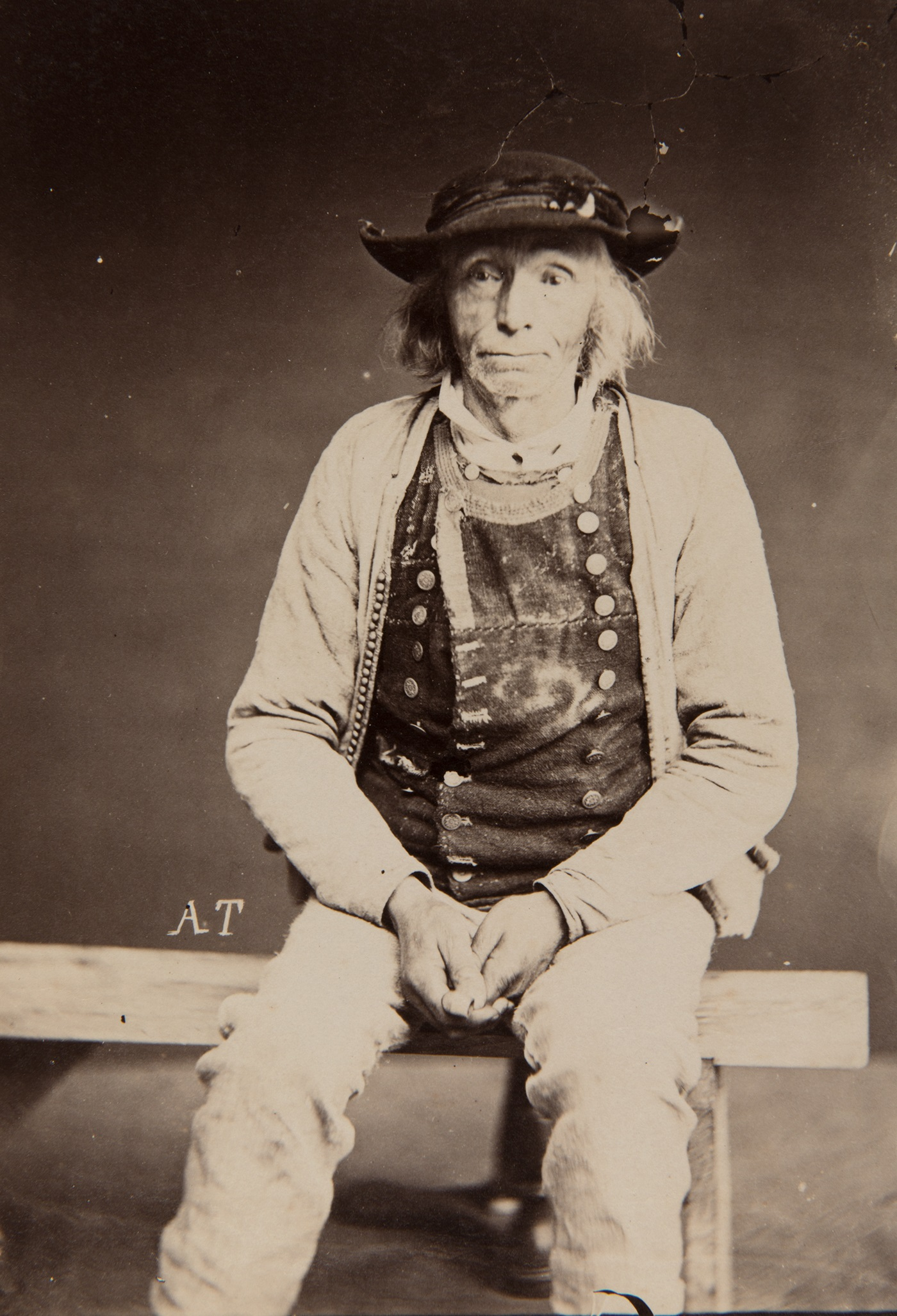
Homme portant le costume du pays de Guémené-sur-Scorff vers 1870.

A. Marteville et P. Varin, continuateurs d'Ogée, décrivent ainsi Guémené en 1843 :

« Guémeé ; commune formée de l'ancienne paroisse de ce nom ; aujourd'hui cure de 2e classe ; chef-lieu de perception ; bureau d'enregistrement ; bureau de poste ; brigade de gendarmerie à cheval. (...) Il y a foire le troisième jeudi de chaque mois, le 11 juillet et le 9 octobre. Marché le jeudi. Géologie : constitution granitique. (...). On parle le breton. »

Le philosophe Alain décrit ainsi Guémené en 1899 : « Guémené : celui qui n'a pas vécu longtemps en Bretagne ne peut pas saisir ce qu'est la terre sauvage. La culture est l'exception. Des collines couvertes d'ajoncs, de pins, des sources qui coulent à mi-côte et se réunissent au fond. Des femmes en troupes sur la route, chantant ; des hommes isolés le long de celles-ci. La femelle en société et le mâle seul et triste. Cela est loin de tout et immuable ; on n'a pas à construire le temps passé, on y est ».

### XXesiècle

#### La Belle Époque

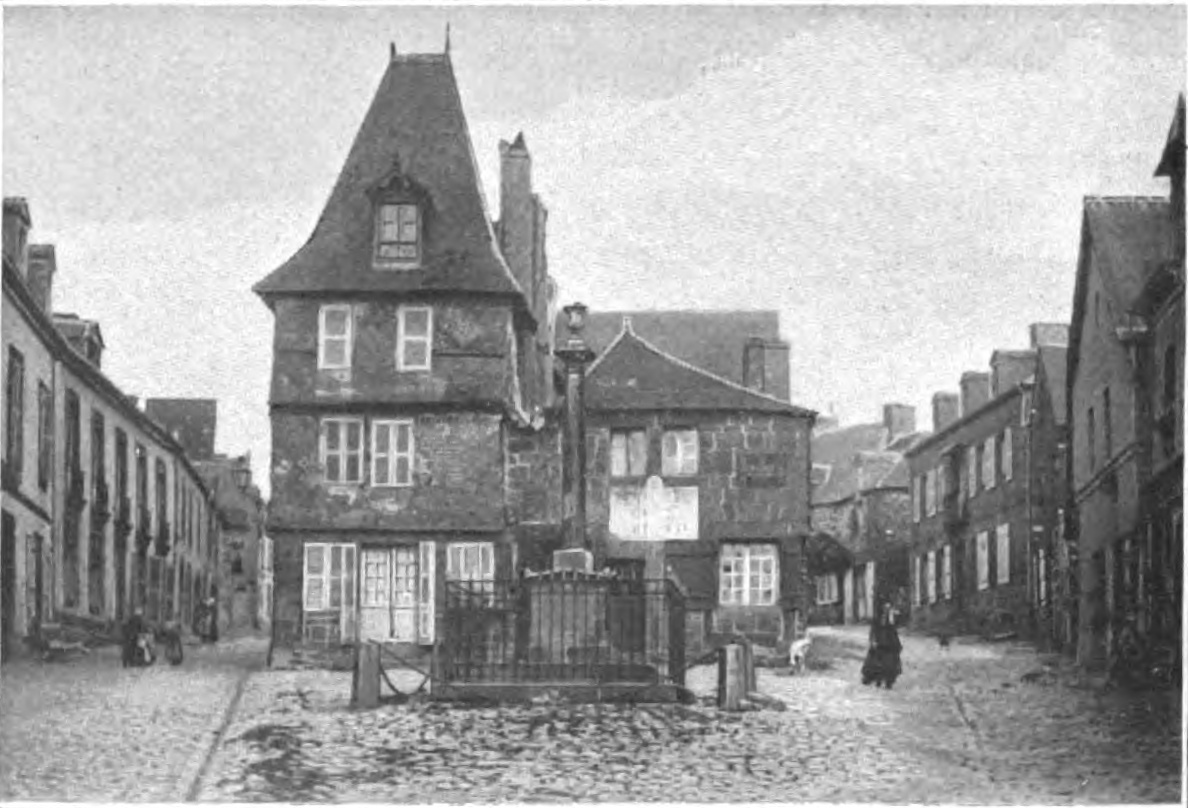
Vue de Guémené en 1903.
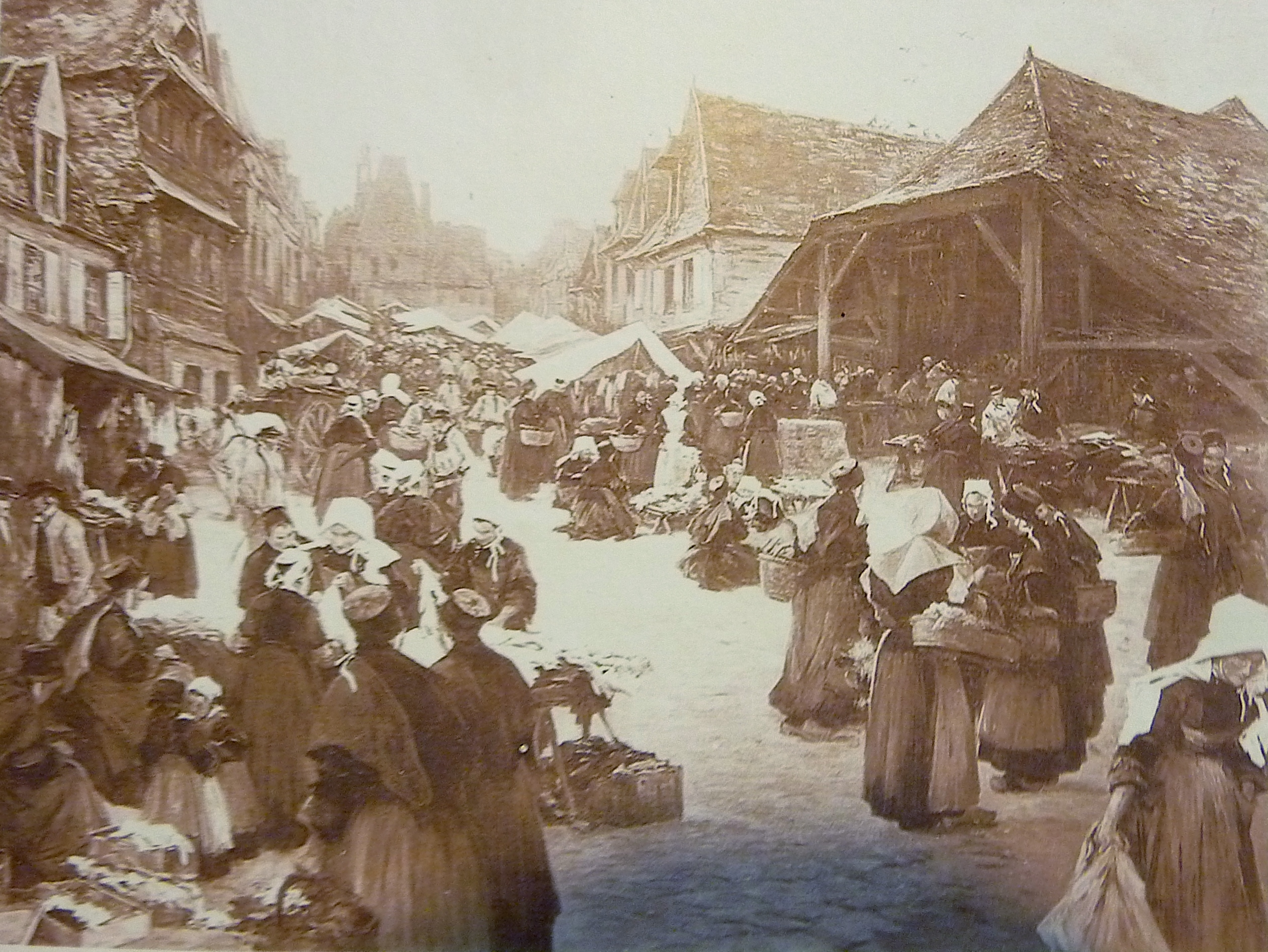
Fernand Legout-Gérard Marché à Guémené (1912, carte postale représentant le tableau).
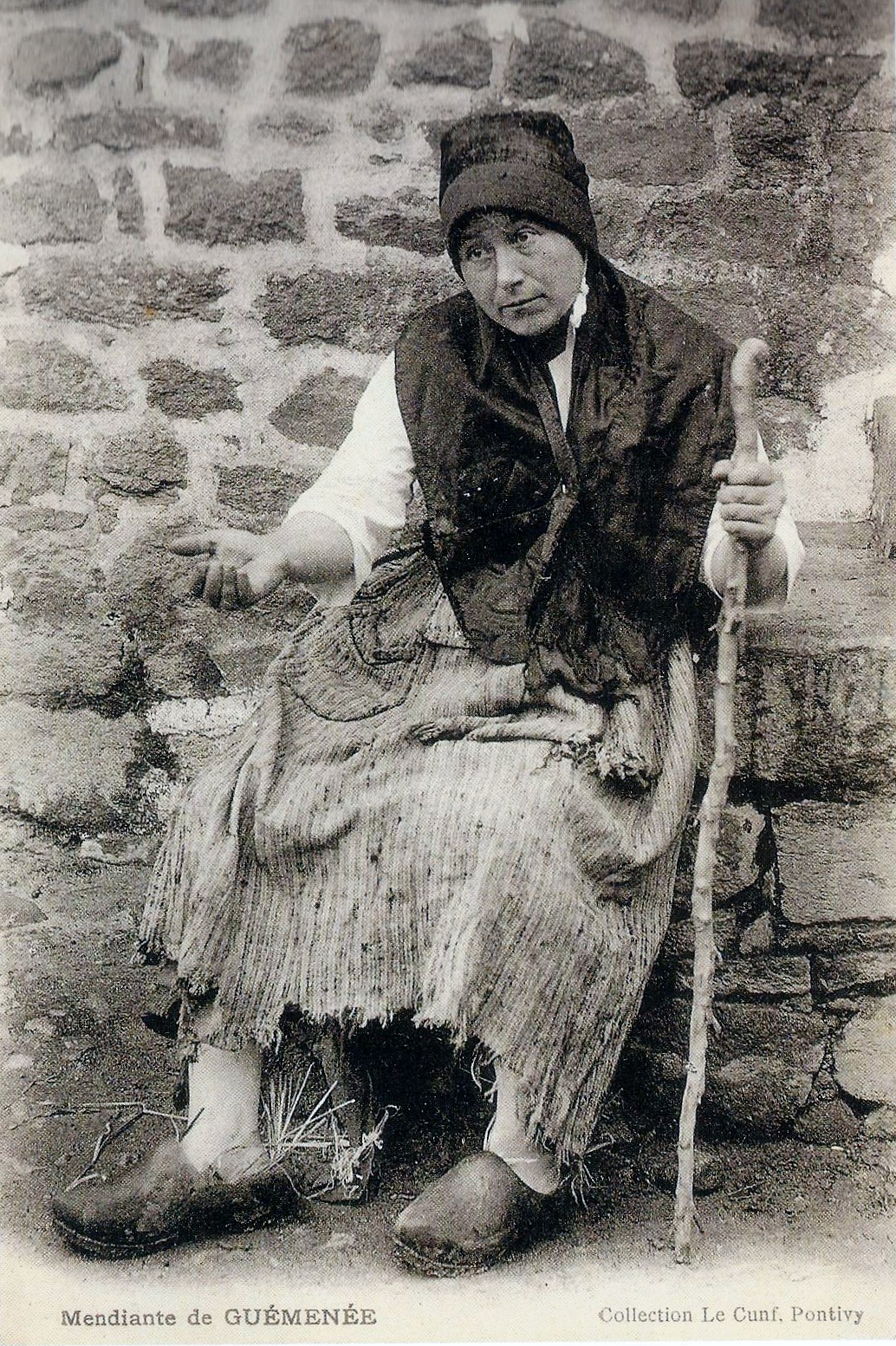
Mendiante de la ville de Guémené.
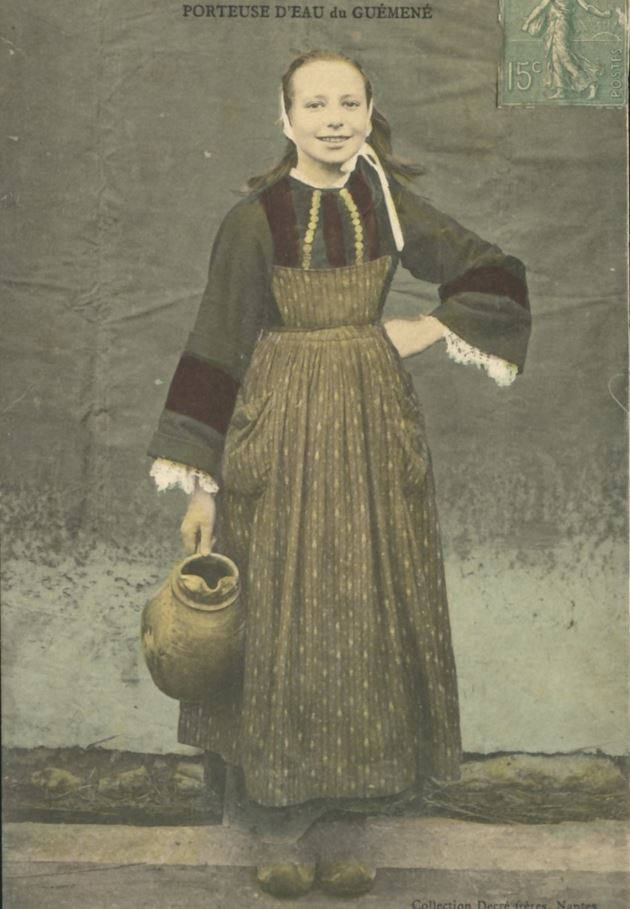
Porteuse d'eau de la ville de Guémené portant le costume du pays Pourlet.
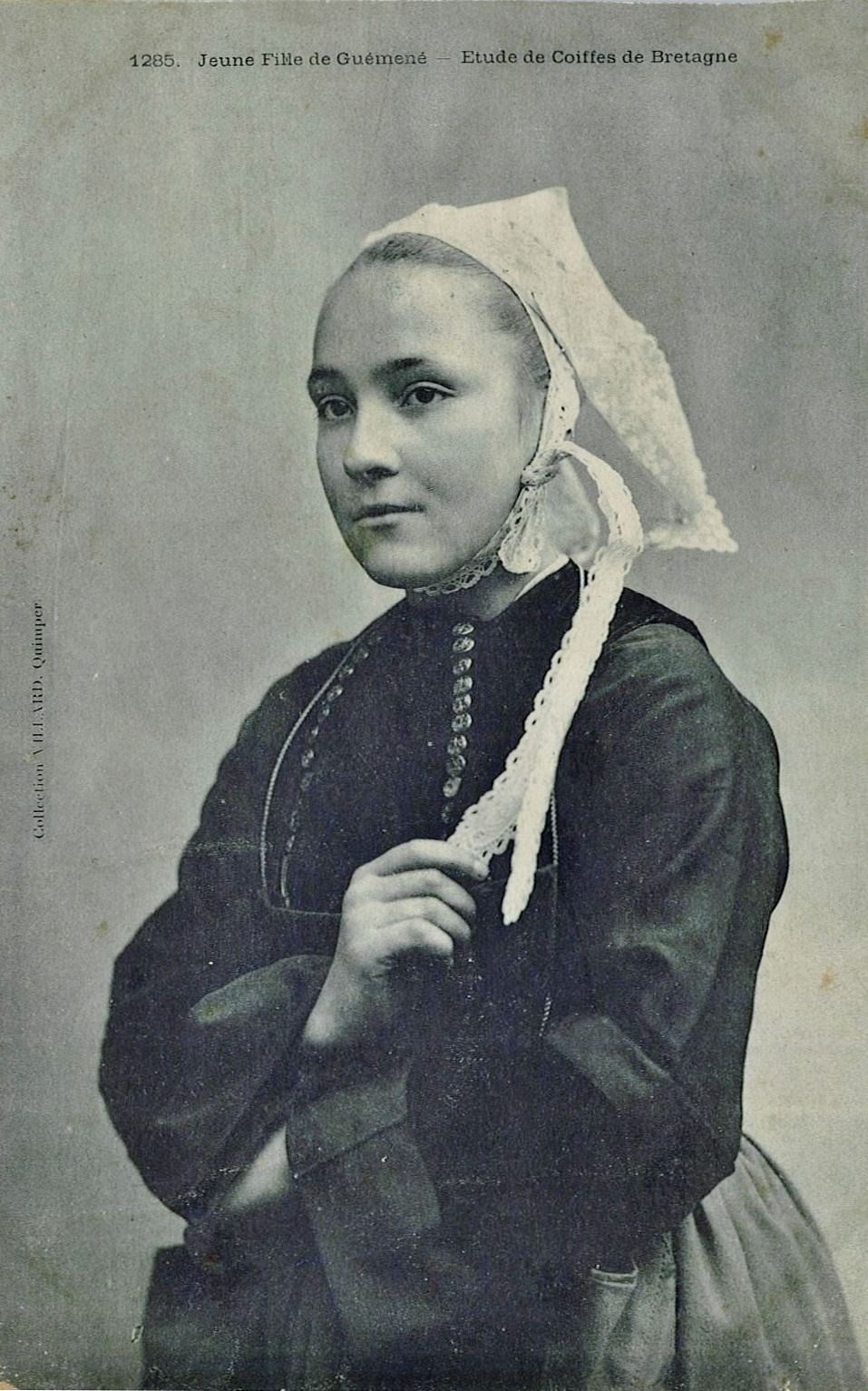
Jeune fille de Guémené-sur-Scorff portant la coiffe du pays (carte postale Villard).
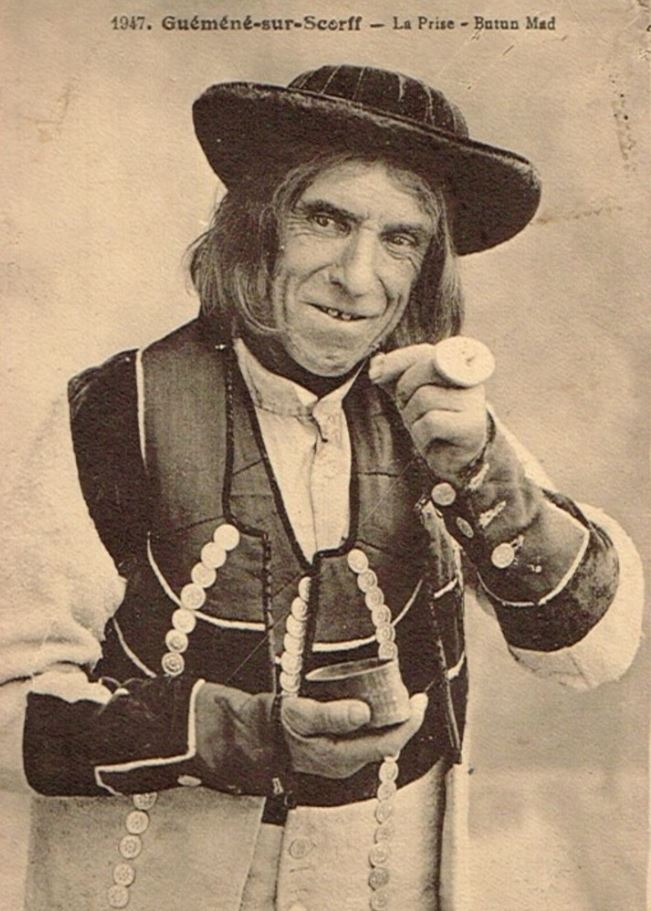
Homme de Guémené portant le costume mille boutons reconnaissable à ses nombreuses rangées de boutons. Butun mad signifie "bon tabac" en breton.

La décision de construire un nouvel hôpital-hospice « sur un terrain admirablement placé, dominant l'agglomération dans un site merveilleux » situé entre les routes de Pontivy, Locmalo et le marché aux bestiaux et adopte les plans et le devis communiqués par M. Demeret, architecte à Pontivy, est prise en 1912. Il n'ouvrira qu'en 1927.

#### La Première Guerre mondiale
Le monument aux morts de Guémené-sur-Scorff porte les noms de 110 soldats mort pour la France pendant la Première Guerre mondiale ; parmi eux, André le Moellic et Louis Naubert ont été tués dès le 22 août 1914 à Maissin (Belgique) ; Alfred Gautier, matelot, est mort le 2 octobre 1916 lors du naufrage de l'aviso-sloop Rigel ; Louis Barach et Maurice Kergustant sont morts tous les deux dans l'actuelle Macédoine du Nord, le premier en1917 et le second en 1918 ; Joseph Le Gac et André Le Malicot sont morts tous les deux en 1918 alors qu'ils étaient en captivité en Allemagne ; la plupart des autres sont morts sur le sol français, dont Auguste Canivet, Guillaume Le Bourlot, François Le Fur et Étienne Tromelin, tous les quatre décorés à la fois de la Médaille militaire et de la Croix de guerre.

#### L'Entre-deux-guerres
Le monument aux morts est construit par Gaston-Auguste Schweitzer, sculpteur d'origine alsacienne vivant en partie à Pontivy. Un groupe statuaire en fonte, situé à côté d'une stèle en granite qui porte le nom des soldats tués, représente une femme en coiffe qui montre la liste des victimes de la guerre à un enfant qui tient son chapeau breton de sa main droite ; la stèle est ornée d'une croix latine et d'une Croix de guerre. Le monument est inauguré le 4 avril 1925.
En 1927 un projet de construction de lotissements lancé par la municipalité entraîne le démantèlement de nombreuses parties anciennes du château. Les "bains de la Reine" sont démontés et vendus à un antiquaire de Vitré qui les fait remonter dans sa propriété de la Mériais. L'hôpital-hospice de Guémené est inauguré le 4 décembre 1927 par Georges Leygues, ministre de la Marine.

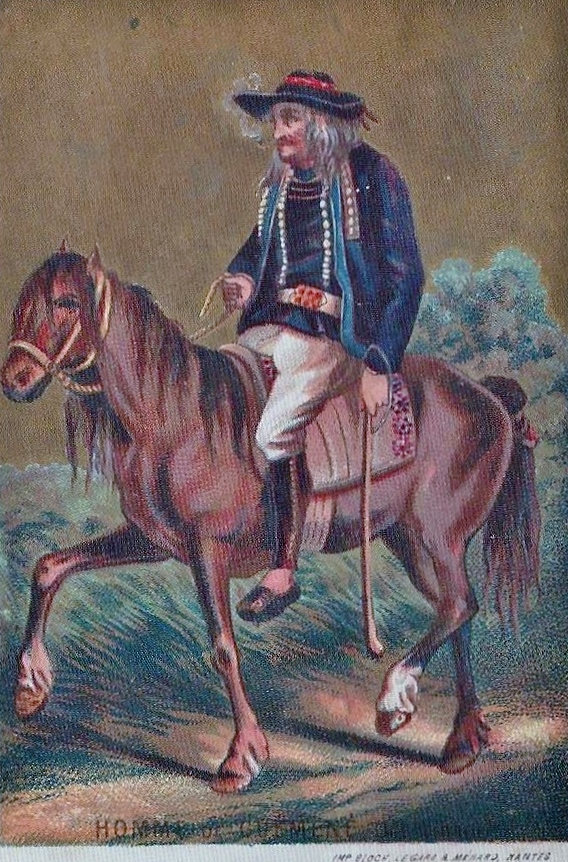
Homme de Guémené vers 1920 (image d'une collection enfantine).
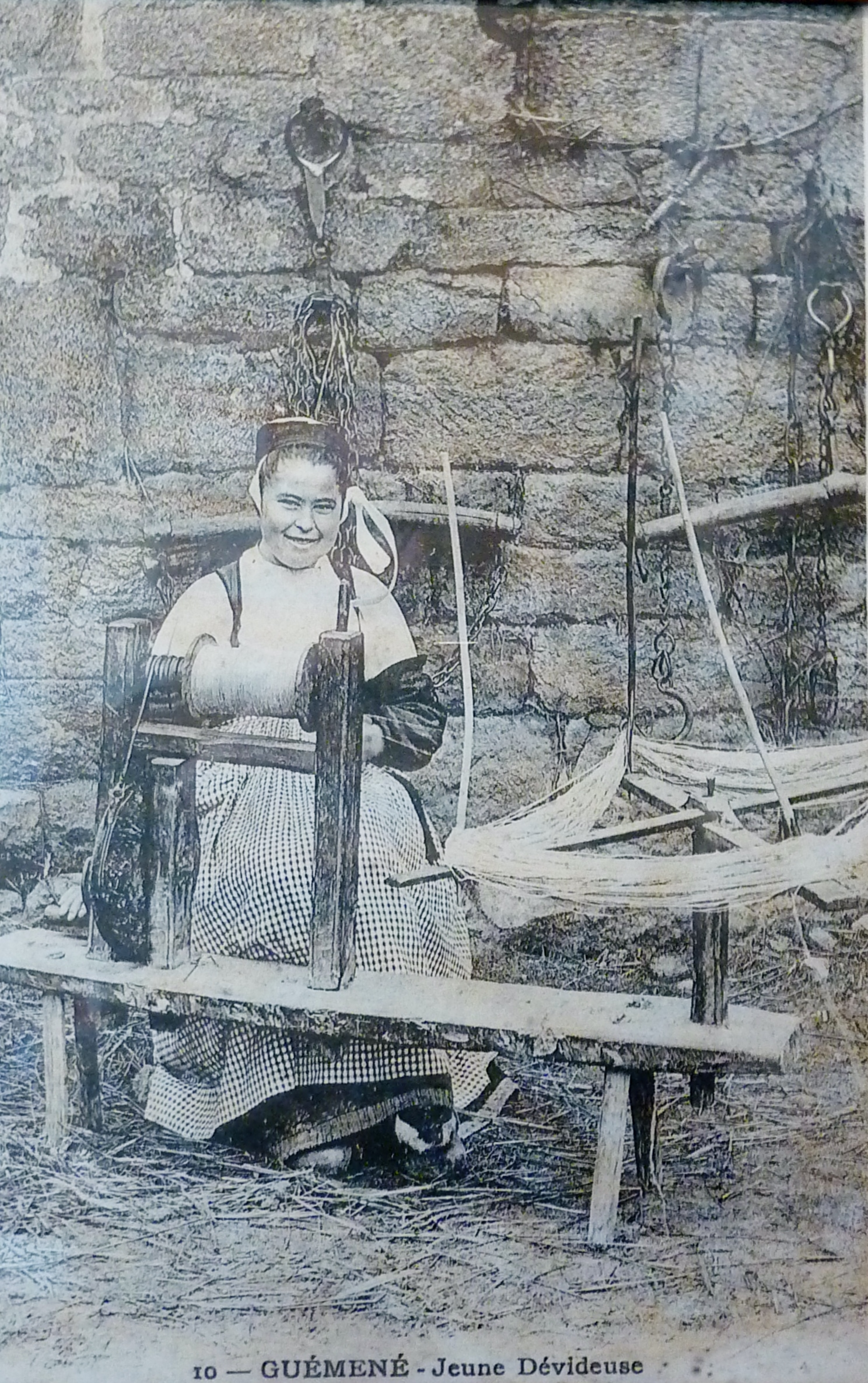
Jeune dévideuse de lin de Guémené vers 1920 (carte postale Le Cunff).

Des fêtes druidiques et celtiques qui durèrent 3 jours furent organisées à Guémené par le Gorsedd en juillet 1936.
La construction d'un réseau d'eau potable et d'égoûts est décidée le 21 novembre 1936 par le conseil municipal et les premiers travaux commencent à la fin de l'année 1937, mais sont interrompus par la guerre.

#### La Seconde Guerre mondiale

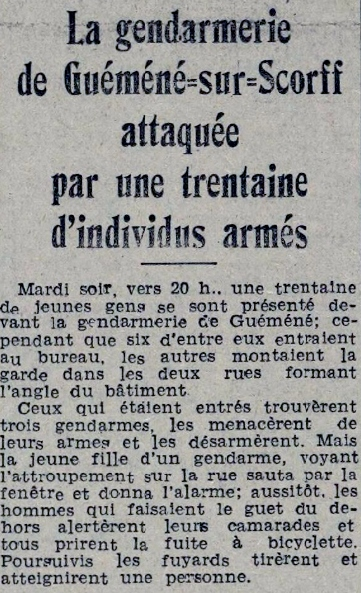
Article du journal La Dépêche de Brest et de l'Ouest du 2 décembre 1943 relatant l'attaque de la gendarmerie de Guémené-sur-Scorff par une trentaine d'individus armés (probablement des résistants).

Le monument aux morts de Guémené-sur-Scorff porte les noms de 37 personnes mortes pour la France pendant la Seconde Guerre mondiale ; parmi ces victimes 4 soldats (Joseph Faliguerho, Louis Le Nalbaut, Louis Philippe et Marcel Voisin) morts au printemps 1940 lors de la Bataille de France ; plusieurs résistants FFI (Émile Audran, mort au Camp de concentration de Natzweiler-Struthof le 1er septembre 1944 ; Ernest Martin et les frères Aimé et Francis Trébuil, fusillés le 10 juin 1944 à la citadelle de Port-Louis ; Joseph Pérès, fusillé le 27 juin 1944 à Berné ; Louis Kervarec et Louis Robic ont été fusillés le 18 juillet 1944 à Berné et Louis Le Bail le 22 juillet 1944 à Colpo ; Mathurin Fortuné, mort le 19 mars 1945 au camp de concentration de Bergen-Belsen ; Théodore Esvan, mort le 22 avril 1945 au camp de concentration de Ravensbrück ; Raymond Voisin, disparu en 1944) et un résistant des Forces françaises libres, Jean Le Guinio, du Régiment de marche du Tchad, mort le 26 août 1944 à Paris ; Marcel Hellec, marin à bord du Dunkerque est mort le 3 juillet 1940 lors de l'attaque anglaise de Mers el-Kébir ; Alain Le Diagon est mort en captivité en Allemagne le 30 juillet 1941.
Une plaque commémorative apposée sur un mur de l'ancien collège de Guémené porte les noms de 20 anciens élèves fusillés, morts en déportation ou tués au maquis lors de la Seconde Guerre mondiale ainsi que le nom de deux autres, des soldats morts pendant la Première Guerre mondiale.

#### L'après Seconde Guerre mondiale
Un soldat originaire de Guémené (Maurice Le Brigand) est mort pour la France pendant la Guerre d'Indochine.

### LeXXIesiècle

#### Le retour des "Bains de la Reine"
En 2001 le maire Christian Perron fait racheter les "bains de la Reine" qui sont réinstallés à Guémené (seule la chambre d'étuve subsiste, la salle de chauffe et la salle de bain ont disparu). Ils sont remontés en 2008 dans un ancien garage automobile transformé en musée.

#### Le nouvel hôpital
Le nouvel hôpital de Guémené-sur-Scorff a été inauguré le 28 juin 2023. L'ancien hôpital Alfred-Brard, qui avait ouvert en 1927 (son plan imite le château de Cheverny) à Guémené-sur-Scorff, a déménagé dans des nouveaux bâtiments construits dans la commune voisine de Locmalo. Le projet a été lancé en 2011 et a coûté plus de 25 millions d'euros. Le nouvel hôpital offre des services tels que les soins de suite, la médecine générale, les soins palliatifs et un Ehpad.

## Héraldique
| Blason | Blasonnement : Écartelé : au 1, de gueules à neuf macles d'or, 3, 3, 3 (qui est de Rohan) ; au 2, d'hermine (qui est de Bretagne) ; au 3, de sinople à une fasce ondée cousue d'azur ; au 4, de gueules à la croix engrêlée d'or (qui est de Beaumez). Commentaires : Création J.-C. Renaud. |

## Politique et administration

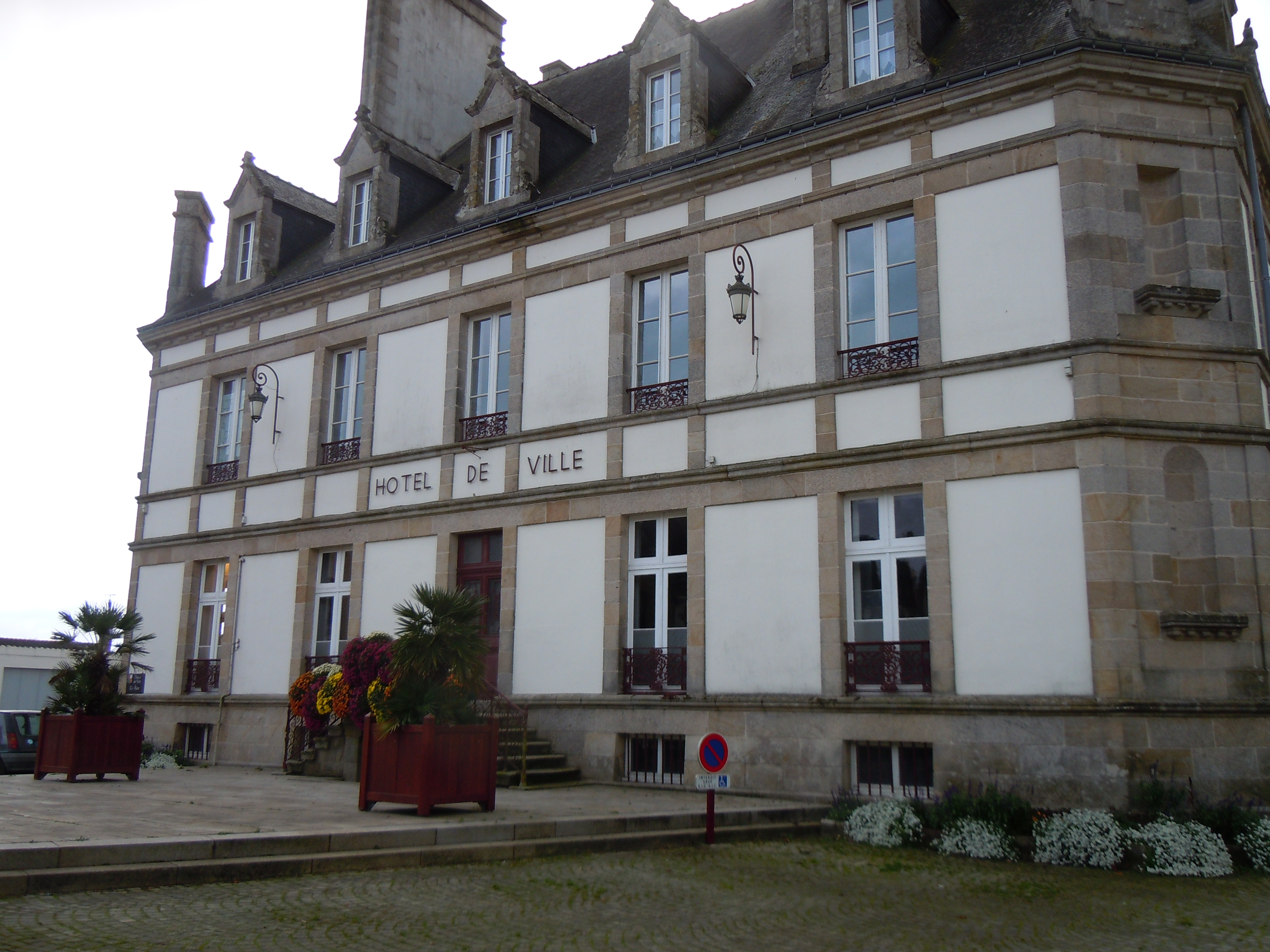
L'hôtel de ville.

| Période                 | Période      | Identité                 | Étiquette | Qualité                                                                                  |
| ----------------------- | ------------ | ------------------------ | --------- | ---------------------------------------------------------------------------------------- |
| 1944                    | 1945         | Eugène Raude             |           | Déjà maire entre 1919 et 1942.                                                           |
| 1945                    | 1945         | Joseph Louis Le Ravallec |           |                                                                                          |
| mai 1945                | 1966 (décès) | Charles Montmayeur       | SFIO      | Ingénieur et industriel. Entrepreneur de travaux publics.                                |
| 1966                    | 1966         | Jean Le Guennec          |           |                                                                                          |
| 1966                    | mars 1983    | Louis Hubert             | SFIO-PS   | Instituteur, syndicaliste. Frère de Raymond Hubert, maire de Locmalo entre 1977 et 1989. |
| mars 1983               | mars 2001    | Jean Moec                | PS        | Conseiller général du canton de Guémené-sur-Scorff (1985-1992)                           |
| mars 2001               | avril 2014   | Christian Perron         | PCF       | Conseiller général du canton de Guémené-sur-Scorff (2004-2011).                          |
| mars 2014 Réélu en 2020 | En cours     | René Le Moullec          | DVG       | Cadre supérieur                                                                          |

## Démographie

### Évolution démographique
L'évolution du nombre d'habitants est connue à travers les recensements de la population effectués dans la commune depuis 1793. Pour les communes de moins de 10 000 habitants, une enquête de recensement portant sur toute la population est réalisée tous les cinq ans, les populations de référence des années intermédiaires étant quant à elles estimées par interpolation ou extrapolation. Pour la commune, le premier recensement exhaustif entrant dans le cadre du nouveau dispositif a été réalisé en 2007.

En 2022, la commune comptait 1 136 habitants, en évolution de +4,99 % par rapport à 2016 (Morbihan : +3,82 %, France hors Mayotte : +2,11 %).
| 1793  | 1800  | 1806  | 1821  | 1831  | 1836  | 1841  | 1846  | 1851  |
| ----- | ----- | ----- | ----- | ----- | ----- | ----- | ----- | ----- |
| 1 261 | 1 312 | 1 192 | 1 349 | 1 483 | 1 560 | 1 609 | 1 644 | 1 572 |

| 1856  | 1861  | 1866  | 1872  | 1876  | 1881  | 1886  | 1891  | 1896  |
| ----- | ----- | ----- | ----- | ----- | ----- | ----- | ----- | ----- |
| 1 504 | 1 567 | 1 672 | 1 528 | 1 571 | 1 470 | 1 638 | 1 865 | 1 868 |

| 1901  | 1906  | 1911  | 1921  | 1926  | 1931  | 1936  | 1946  | 1954  |
| ----- | ----- | ----- | ----- | ----- | ----- | ----- | ----- | ----- |
| 1 975 | 2 027 | 2 085 | 1 921 | 1 923 | 1 824 | 2 022 | 2 575 | 2 012 |

| 1962  | 1968  | 1975  | 1982  | 1990  | 1999  | 2006  | 2007  | 2012  |
| ----- | ----- | ----- | ----- | ----- | ----- | ----- | ----- | ----- |
| 1 743 | 1 831 | 1 693 | 1 555 | 1 332 | 1 205 | 1 235 | 1 237 | 1 138 |

| 2017  | 2022  | - | - | - | - | - | - | - |
| ----- | ----- | - | - | - | - | - | - | - |
| 1 061 | 1 136 | - | - | - | - | - | - | - |

### Analyse et explications
Guémené-sur-Scorff comptait 1 500 communiants à la fin du XVIIIe siècle selon le géographe Jean Ogée. La population de la ville a augmenté de façon régulière au cours du XIXe siècle. Au recensement de 1946, juste au lendemain de la Seconde Guerre mondiale, la population de la ville semble artificiellement gonflée. La ville de Lorient et ses alentours avaient été en effet vidé d'une grande partie de leur population en raison des bombardements des alliés. Un grand nombre d'habitations ayant été détruites, la ville de Guémené-sur-Scorff avait accueilli temporairement certains de ces sans domiciles. 
Après 1954, la population de la ville s'est mise à décliner plutôt rapidement, malgré la construction de nouveaux lotissements comme la cité Montmayeur (qui compte une vingtaine d’habitations) laquelle permettant toutefois un brève augmentation de la population lors du recensement de 1968.
Ce déclin se poursuit ensuite de manière irrégulière jusqu'en 2017 où Guémené atteint son minimum depuis plus de deux siècles avec 1 061 habitants recensés. La population se stabilise alors (on dénombre en 2020 1 059 Guémenois) avant de connaitre un récent sursaut en 2021 (1 097 habitants), confirmé par le chiffre du recensement de 2023 comptabilisant 1 175 habitants selon le maire de la commune. 
Cette récente hausse (11 à 12 % supplémentaire en 6 ans) peut s'expliquer par un récent dynamisme de la commune, attirant de nouveaux commerces (15 commerces ont été repris ou ouverts dans la commune sur les années 2020/2021), ainsi que l'arrivée de nouveaux habitants, y compris des jeunes (46 transactions immobilières sont comptabilisées lors de l'année 2021, la commune connait une hausse de plus 10 % d'élèves au collège public à la rentrée 2021 et dans le même temps, le maire voit l'arrivée inédite de 3 permis de construire, chose qui n'était plus arrivée depuis bientôt quinze ans).
L'Argoat est devenu attractif pour la population d'origine britannique (du moins avant le Brexit) : selon l'INSEE, en 2016, les cinq bassins de vie bretons où la part de la population de nationalité anglaise étaient les plus nombreux étaient dans l'ordre ceux de Callac (7,8 %), Huelgoat (6,8 %), Guémené-sur-Scorff (5,1 %), Rostrenen (4,7 %) et Merdrignac (3 %), en partie à cause de la modicité des prix de l'immobilier en Bretagne intérieure.

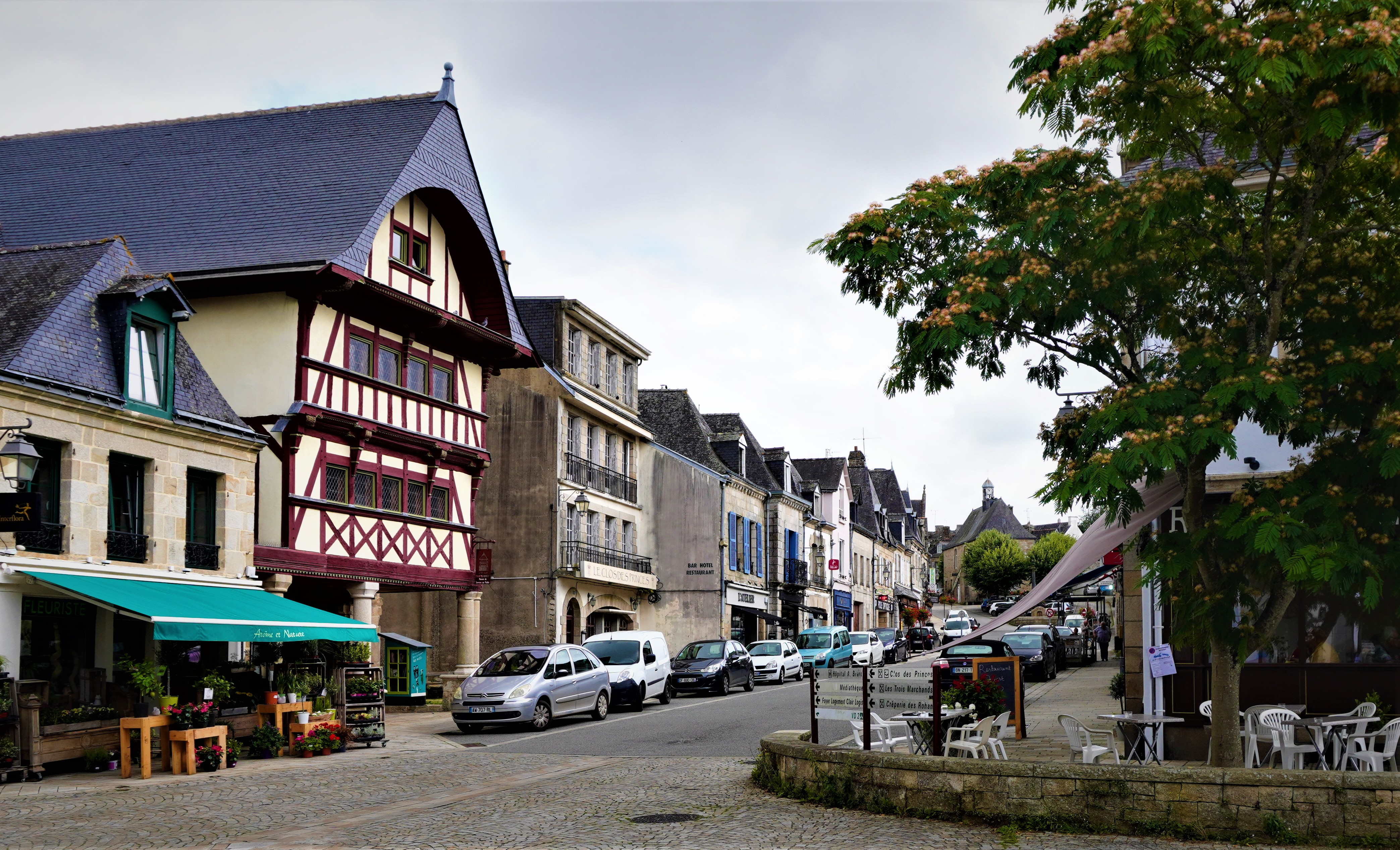
Rue principale du centre de Guémené, artère commerciale de la commune

## Économie et services
La commune de Guémené-sur-Scorff compte une soixantaine de commerces, une usine de fabrication de caisses et barquettes en polystyrène ainsi qu'un hôpital récent, deux collèges (un privé et un public) et deux écoles (privées et publiques).

## Culture locale et patrimoine

### Langues
Français et breton sont parlés dans la commune. Le breton vernaculaire parlé dans la commune est du type bas vannetais pourlet. Il a été étudié par Malachy McKenna dans A Handbook Of Modern Spoken Breton, 1988.
L’adhésion à la charte Ya d'ar brezhoneg a été votée par le conseil municipal le 16 décembre 2014.

### Patrimoine civil et militaire

#### Vestiges du château desprinces de Guémené

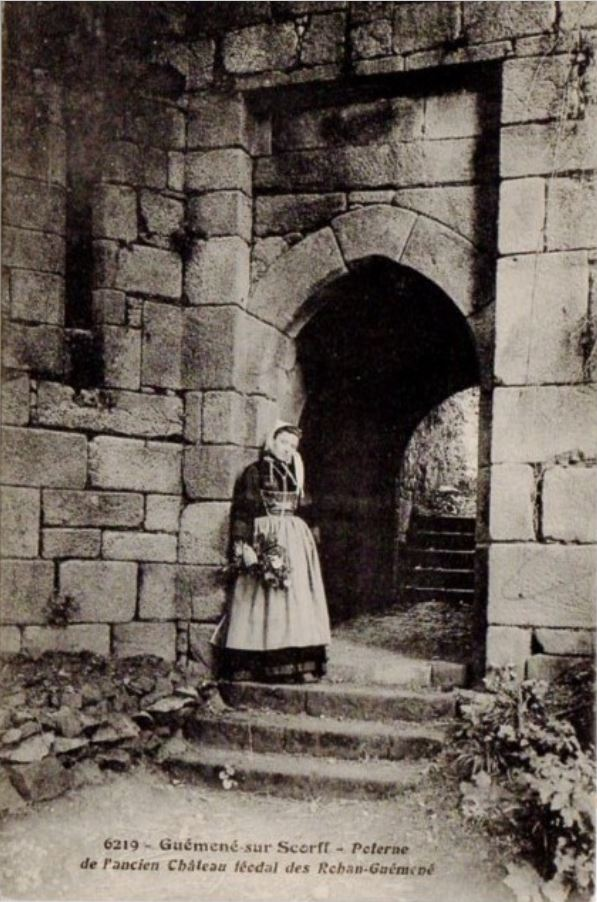
Poterne de l'ancien château féodal des Rohan-Guémené (carte postale ancienne)

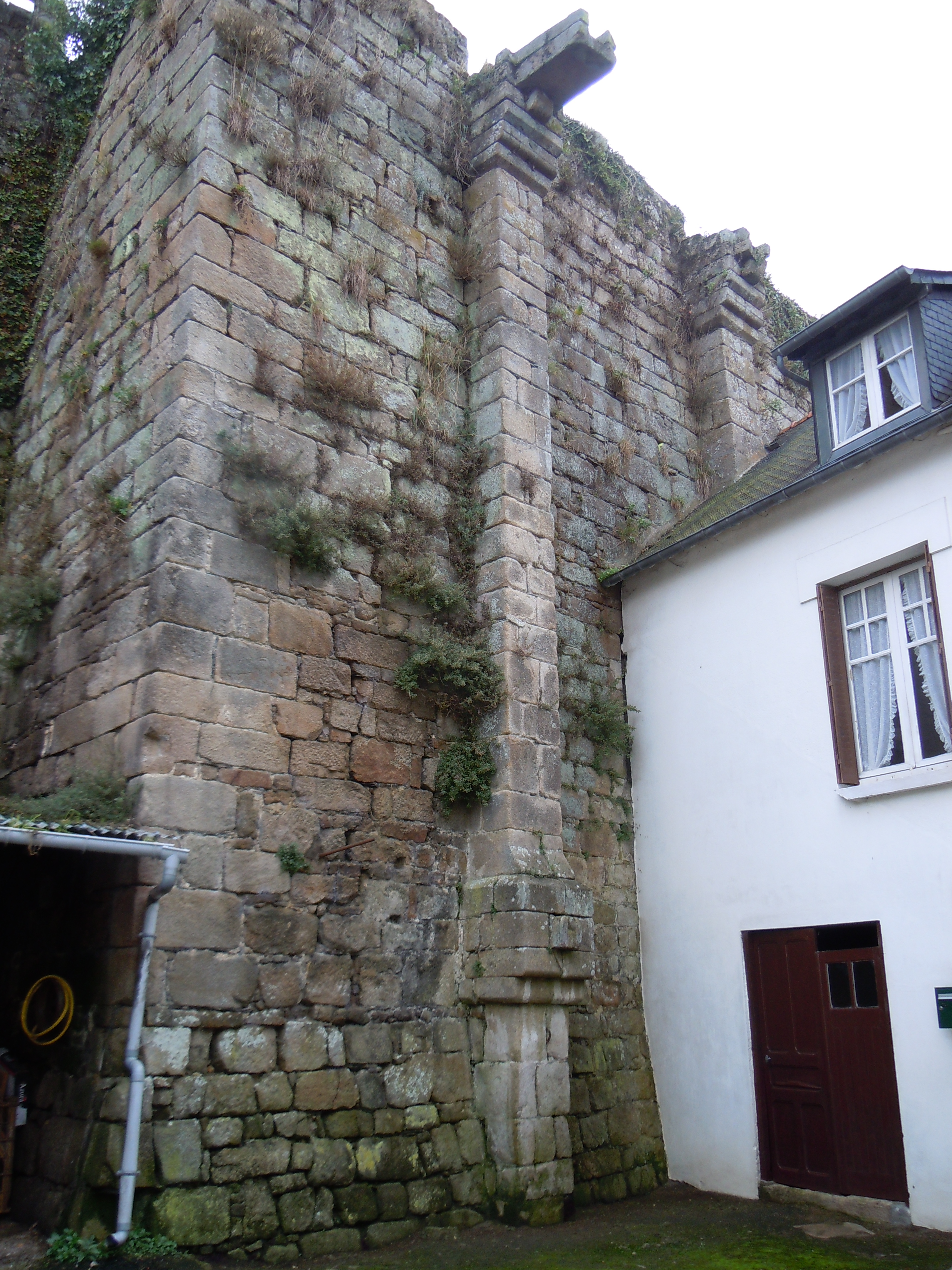
Pan de l'ancienne muraille du château contre lequel est adossée une maison.

De l'ancien château, demeure des seigneurs de Guémené, ne subsistent plus aujourd'hui que la tour Prison issue du « chastel anglais », la porterie dite Porte des Rohan du XVIe siècle (à l'intersection de la rue du château et la rue Joseph Le Calve) et, à l'intérieur de l'enceinte à mâchicoulis, quelques pans de murs ou fragments de pièces dans lesquels se trouvent des portes géminées et une excavation appelée « bain de la Reine Anne » (dans un jardin privé d'une habitation du 19, rue du Château). Les pavillons modernes d'un quartier résidentiel ainsi que l'hôtel de ville occupent aujourd'hui les lieux où celui-ci se dressait autrefois.
Un aveu de 1682 décrit de la façon suivante le château : le château de Guémené clos et fermé de puissants murs, garnis de mâchicoulis et cannoniers, de huit tours et pavillons, avec plusieurs corps de logis, environnés et renfermés de douves et fossés, larges et profonds et pleins d'eau, fermant à pont-levis ; l'étendue duquel contient en fonds, compris les douves, quatre journaux et demi.
Un procès-verbal dressé le 10 septembre 1644 par les autorités de la ville signale déjà l'état d'indigence des bâtiments : le pont du château est à refaire, les tours et le grand corps de logis sont en aussi mauvais état intérieur qu'extérieur. En 1670 commence la récupération des pierres des courtines et du grand logis. En 1694 le donjon est démoli car il menace ruine. En 1843, les Guémené-Rohan vendent le château dont les toits et les planchers ont alors entièrement disparu. Dans la cour transformée en jardin, les propriétaires, les Juttard-Lannivon, construisent en 1860 un nouveau bâtiment qui accueille aujourd'hui la mairie. La forteresse laissée sans entretien continue à se dégrader. En 1927, le château, dont les ruines sont encore imposantes, est démantelé pour la construction d'un lotissement.

#### Le musée des "Bains de la Reine"
L'espace muséal « Les Bains de la Reine » est désormais ouvert.

#### Quelques maisons guémenoises
La ville de Guémené-sur-Scorff a conservé plusieurs maisons en pierre de taille datant d'avant la Révolution française, principalement situées sur le « Grande Rue » dont le parcellaire en lanières est hérité du XVe siècle). Certaines d'entre elles ont été construites à l'aide des pierres provenant de l'ancien château. Parmi les plus remarquables, nous pouvons citer :
- l'hôtel des Princes (XVIe siècle) : maison ayant pignon sur rue dont le premier étage est à pans de bois et dont les auvents sont couverts d'ardoise. Il s'agissait, selon la tradition locale, de l'hôtel recevant les hôtes de marque des Guémené-Rohan. Au XVIIIe siècle, les fenêtres furent modifiées pour en faire une auberge qui avait pour enseigne l'Aigle d'or ;
- la maison du Sénéchal (XVIIe siècle) : ce type de maison témoigne d une évolution pour les maisons à pignon sur rue, avec une toiture à longs pans présentant une croupe. Traces d'une recherche de confort rare pour l'époque, une fontaine a été retrouvée au sous-sol alors que l'échauguette sur le côté droit abritait des latrines ;
- une maison d'angle (1 rue Bisson) : elle présente, dans l'alignement de la porte du rez-de- chaussée, une porte-fenêtre dotée d'un balcon ainsi qu'une lucarne surmontée de deux acrotères et d'un pot à feu ;
- l'ancien relais de diligence (XVIe siècle) : ce bâtiment est flanqué d'un large porche qui atteste de son ancienne fonction. Sa façade est ornée de gargouilles et son pignon surmonté de pots à feu ;
- l'échoppe (XVIe siècle) : maison ayant pignon sur rue. Le premier étage est à pans de bois et dispose d'un large auvent. Le rez-de-chaussée dispose d'un large étal et servait autrefois d'échoppe ;
- l'ancien auditoire (XVIIe siècle). Palais de justice, il est entièrement maçonné au XVIIIe siècle. Transformé depuis, il accueille la mairie jusque dans les années 1950[Note 31]. En 1860, à la suite des protestations des habitants de la partie haute de la ville, qui n'entendent pas sonner l'horloge située sur le clocher de l'église, la pendule est déplacée sur le campanile qui surmonte cet édifice ;
- la maison dite du Marchand (XVIIe siècle). Maison bourgeoise Le Cunff en pierre de taille, elle s'élève sur deux étages, séparés par de larges corniches. Une gargouille subsiste à la naissance du pignon ;
- la taverne les Trois Marchands (XVIIe siècle) : l'enseigne existe depuis le milieu du XVIIe siècle.

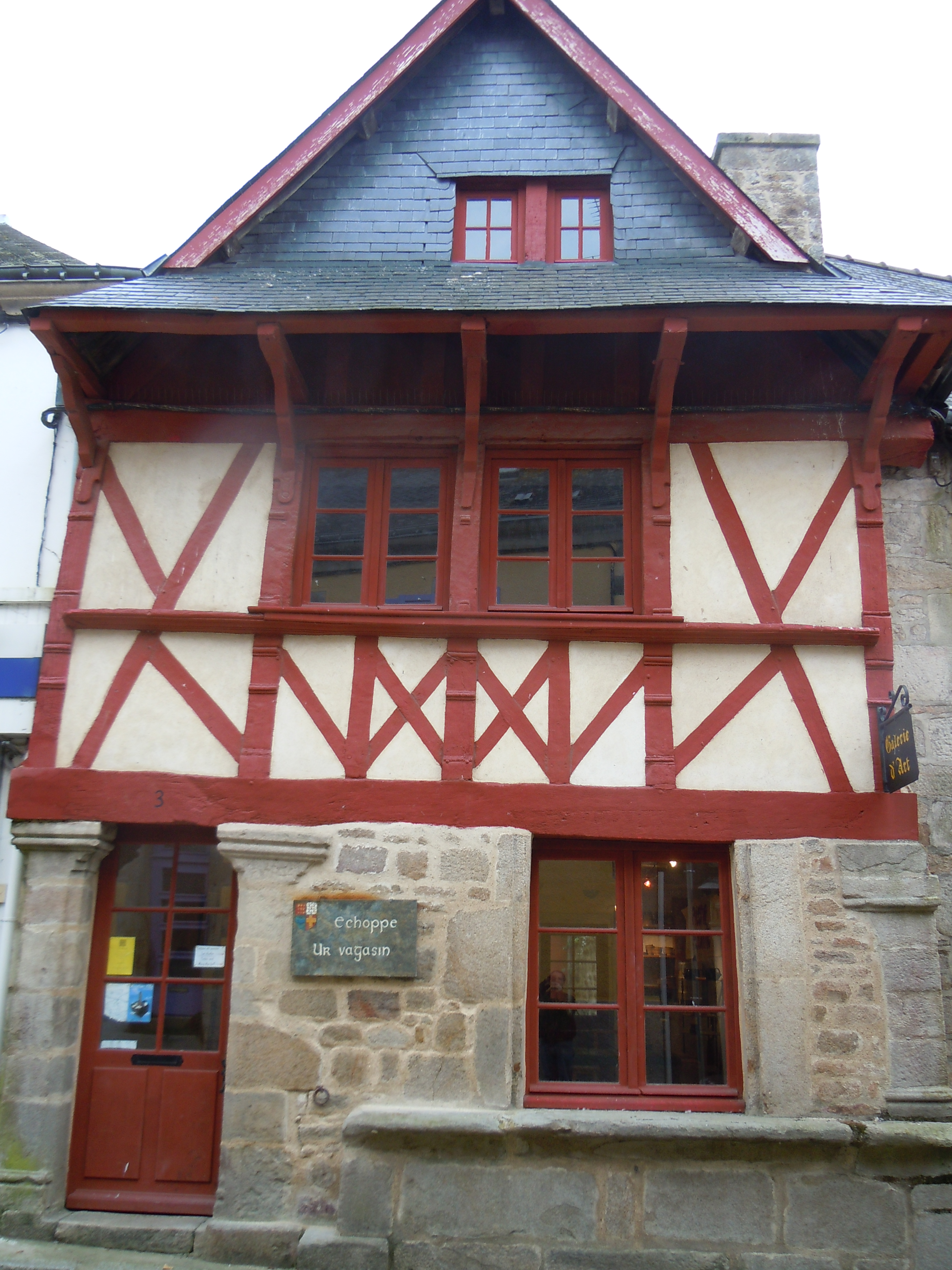
Maison à pans de bois dite l'Echoppe (XVIe siècle).
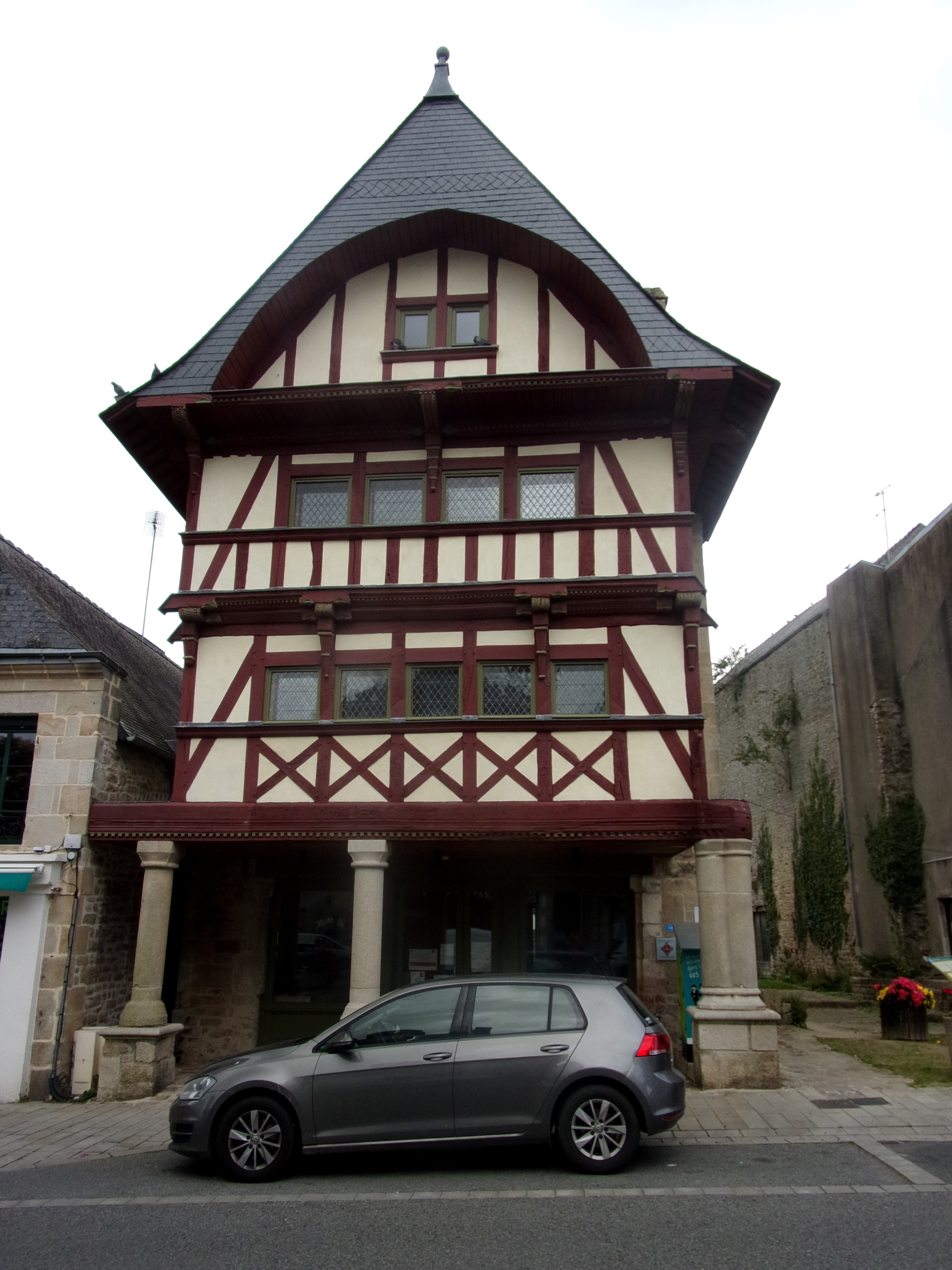
L'hôtel des Princes (auberge de l'Aigle d'or).
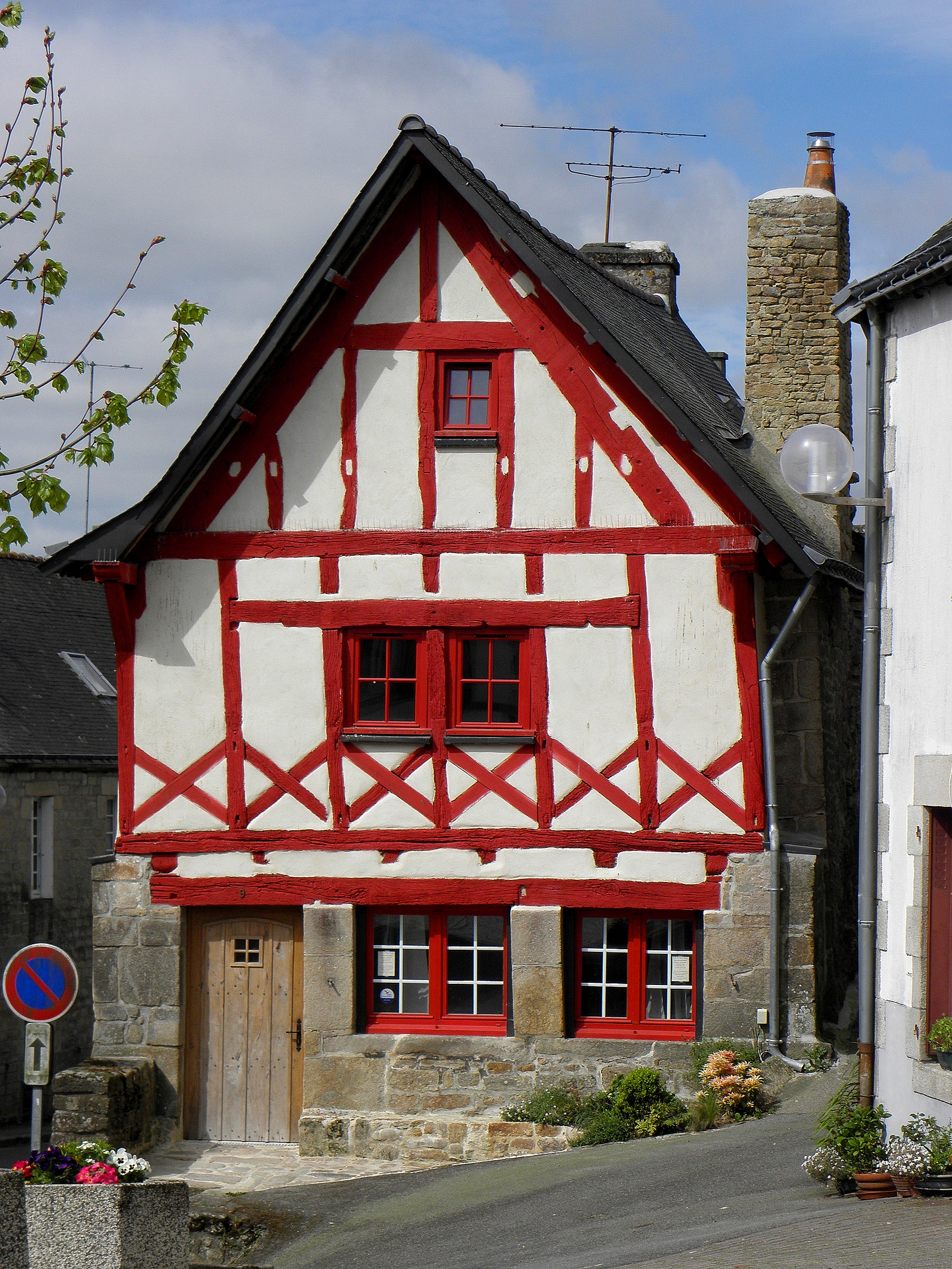
Maison à pans de bois Ty Ru.
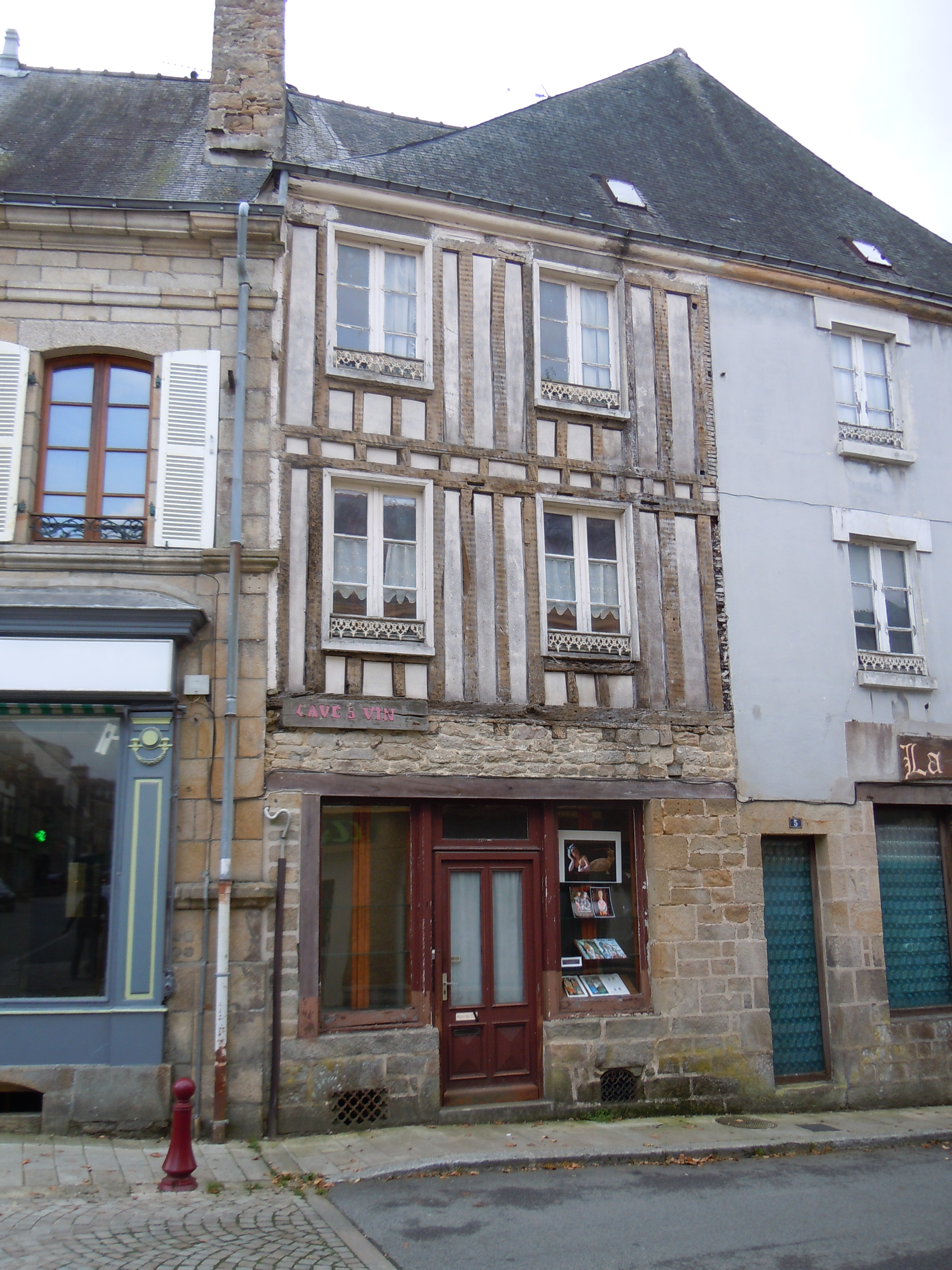
Maison à pans de bois rue Joseph Pères.

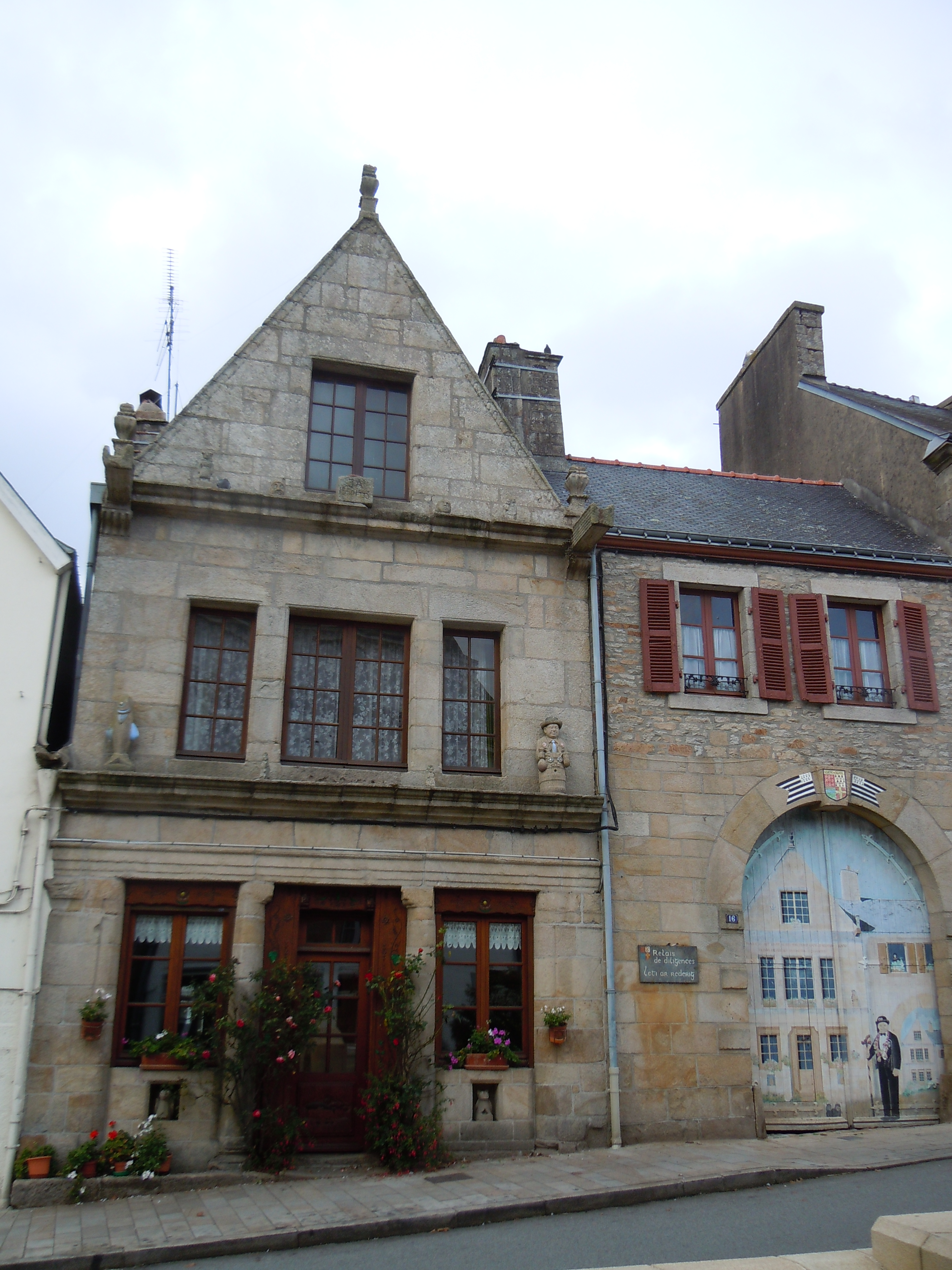
Ancien relais de diligences.
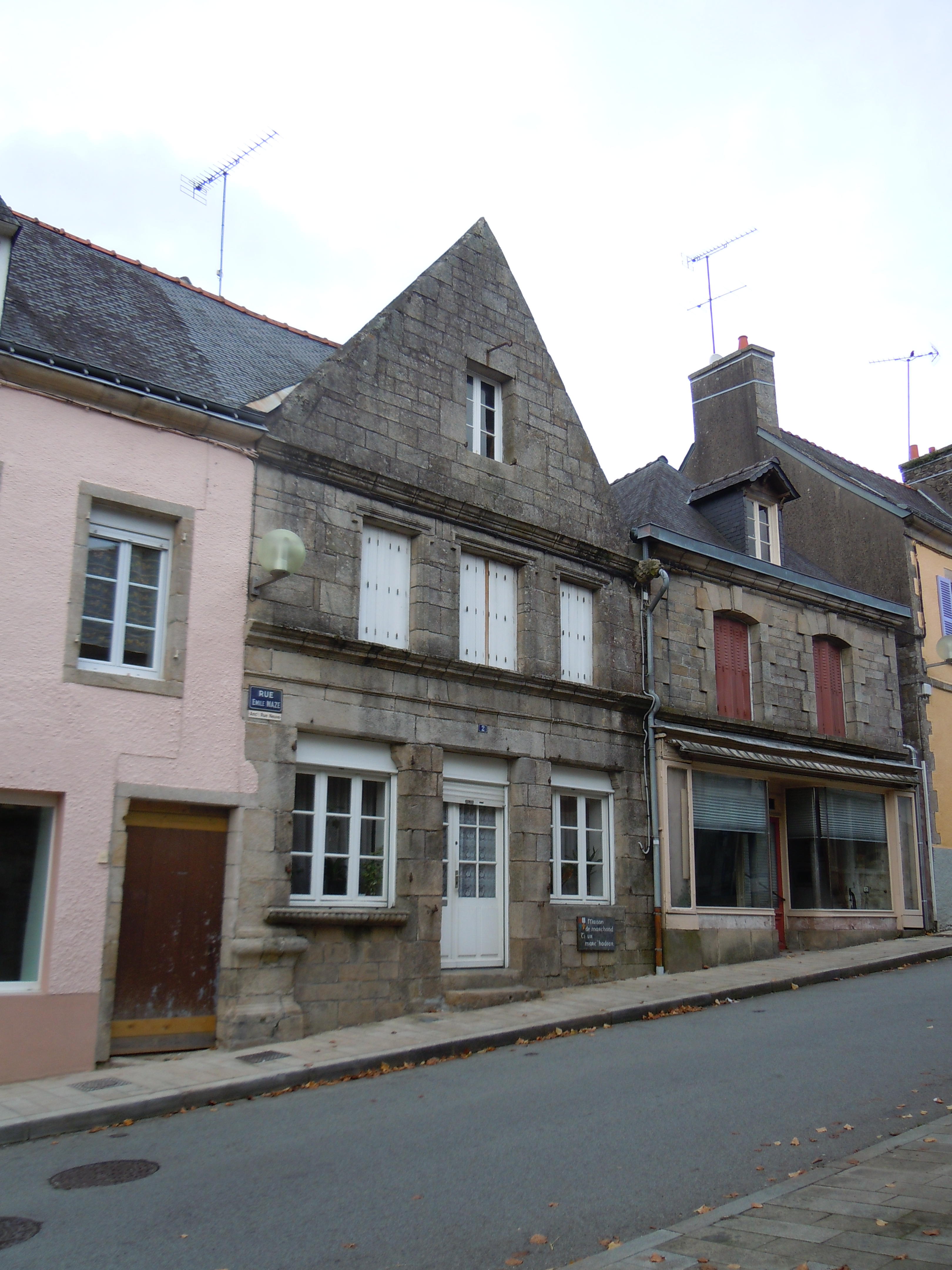
Maison du Marchand.
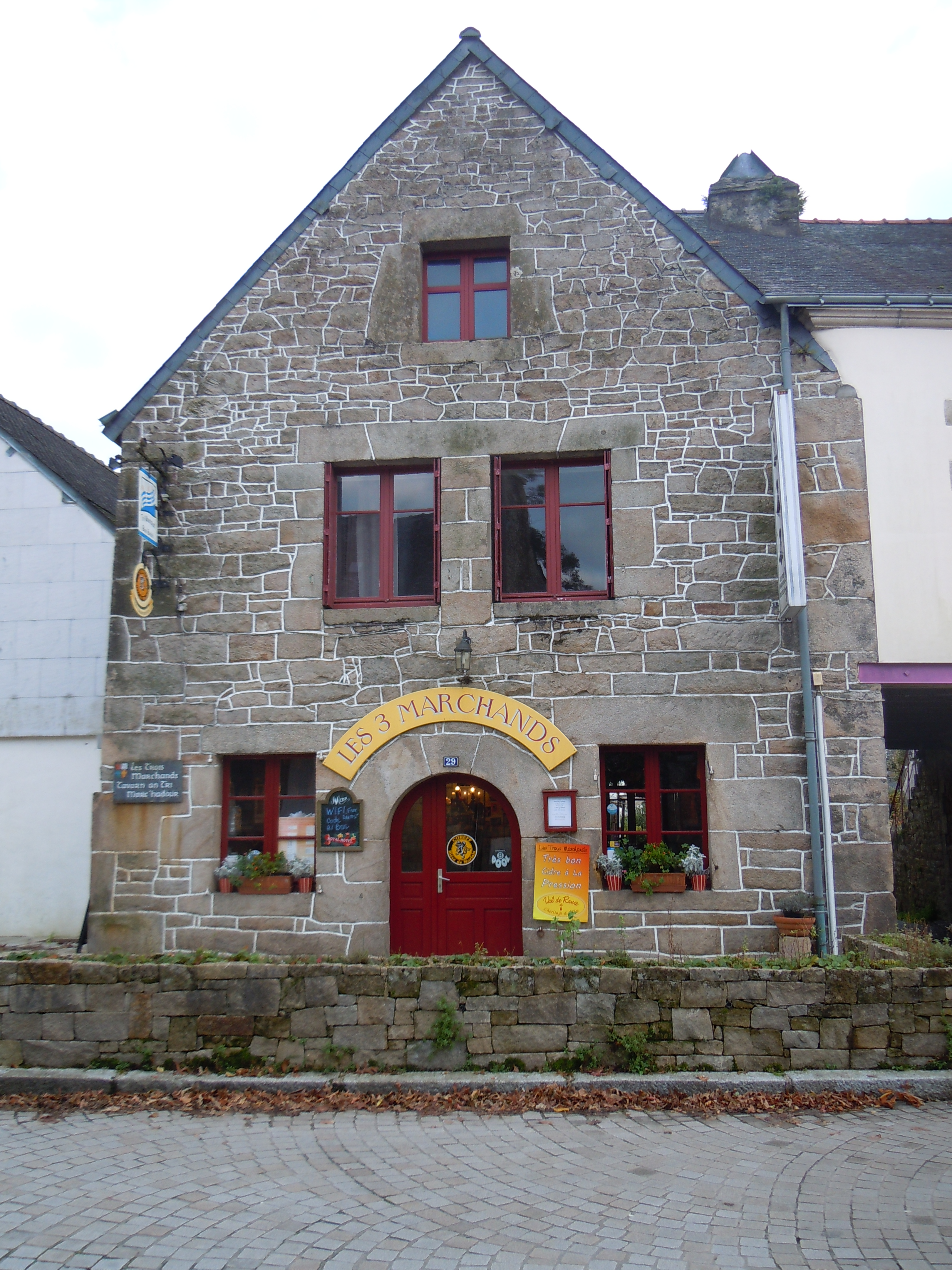
La taverne des Trois Marchands.
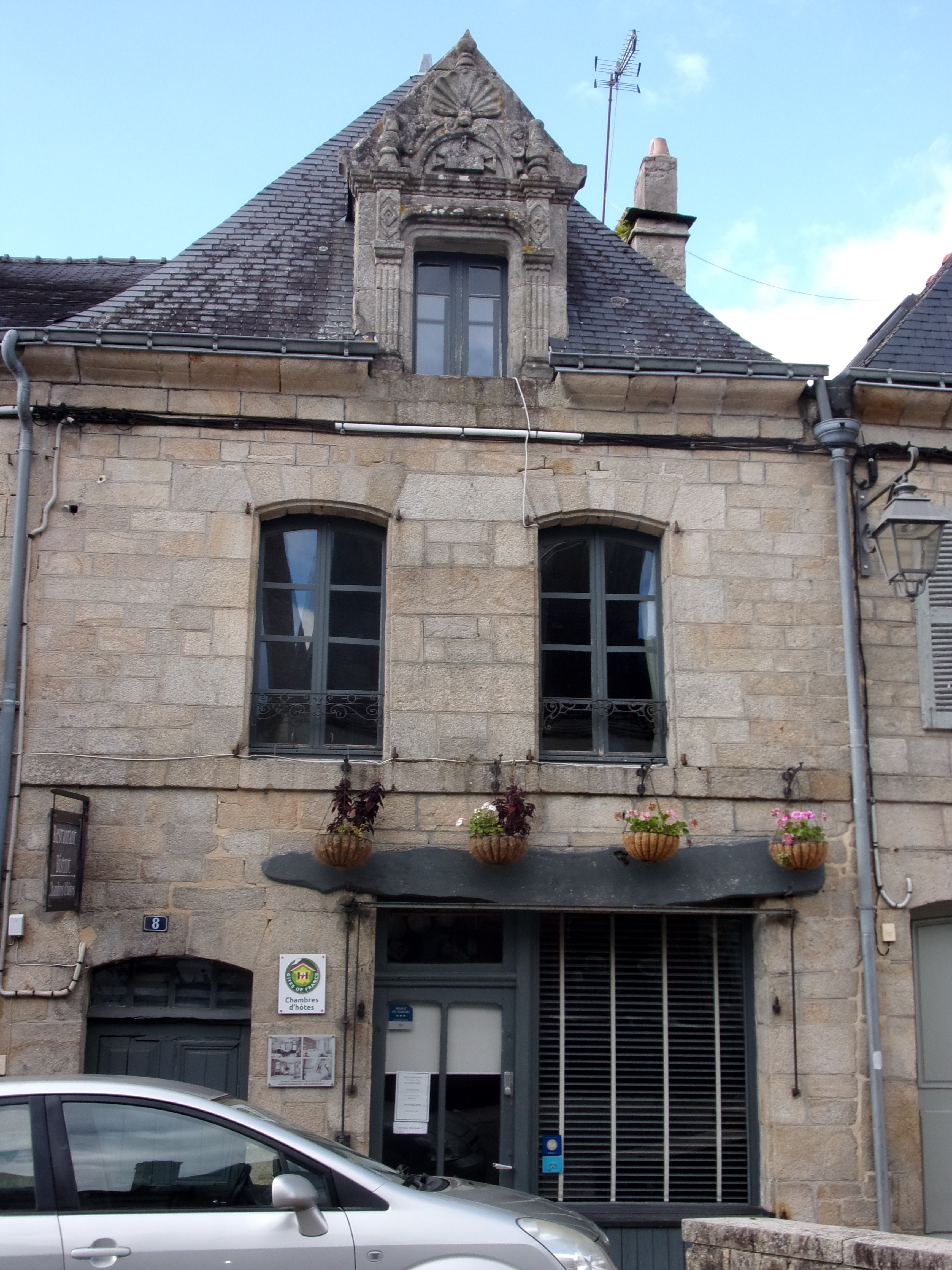
Maison à la lucarne richement décorée.
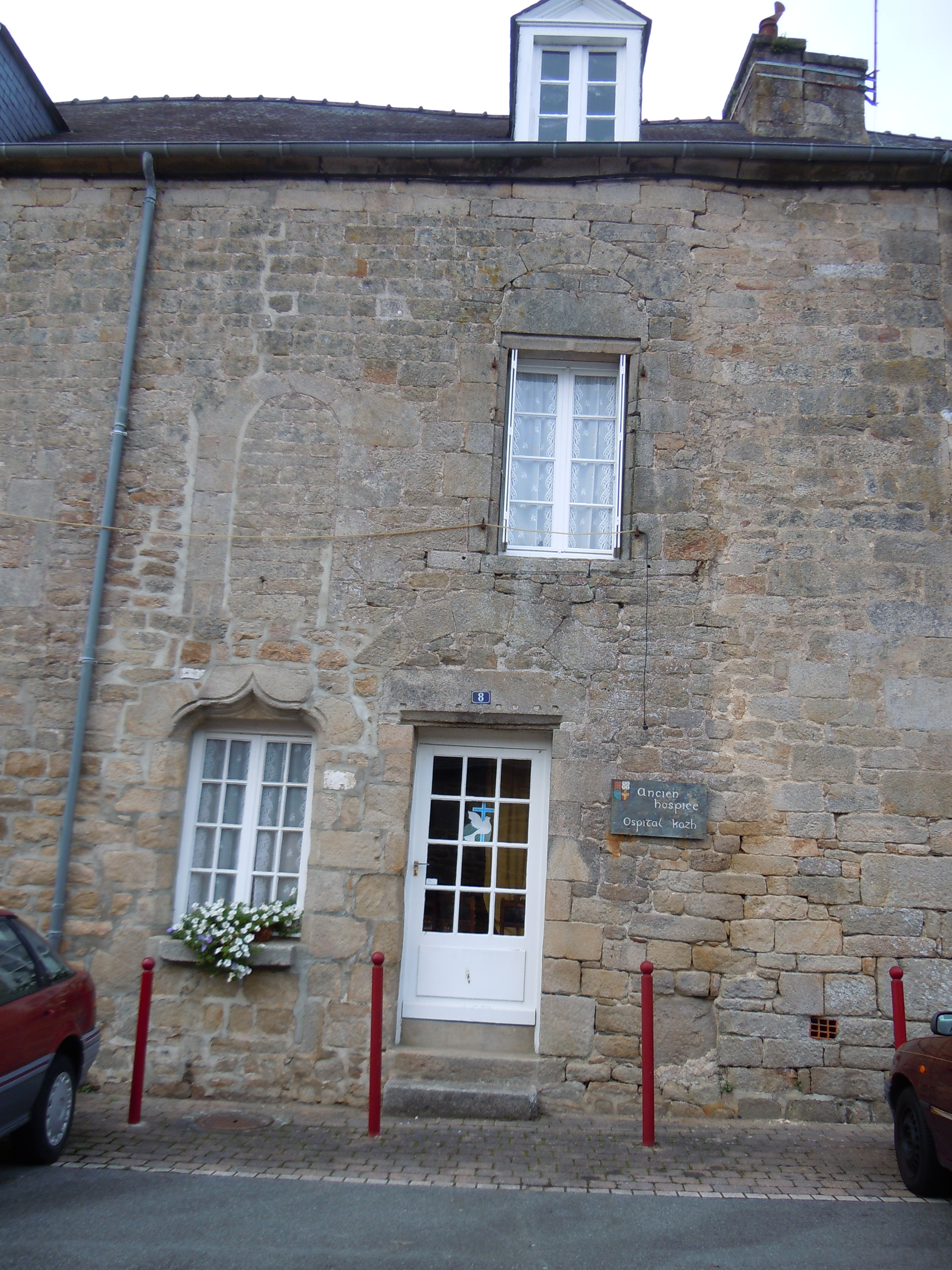
L'ancien hospice.
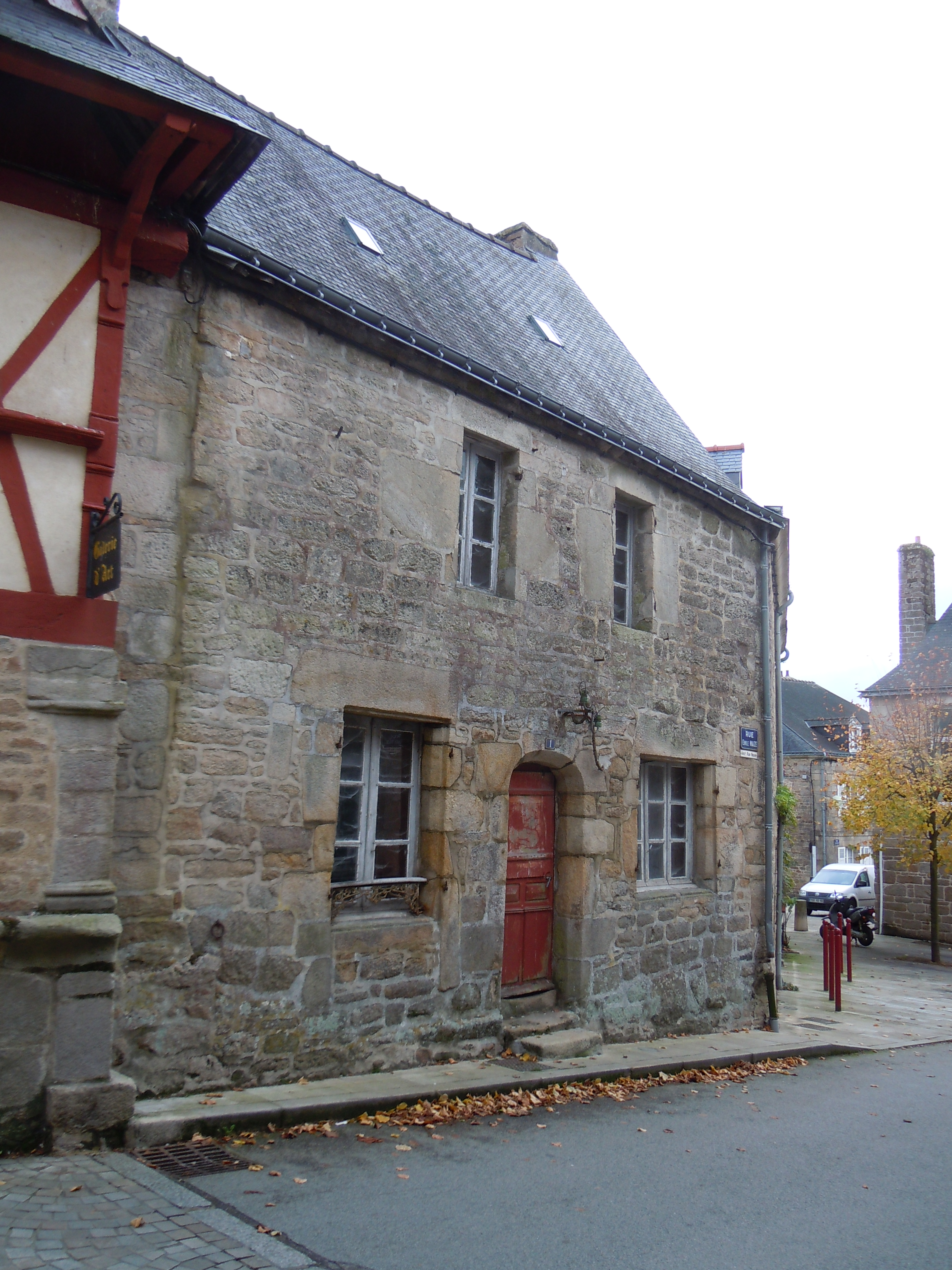
Maison classée monument historique.

### Patrimoine religieux
L'église Notre-Dame-de-la-Fosse (XIXe siècle) : elle remplace un édifice plus ancien qui faisait office de collégiale. Cette collégiale, fondée en 1529 sous Marie de Rohan, était constituée de huit chanoines et quatre archiprêtres mais déclina à la suite du délaissement du château par les seigneurs de Guémené. Tombée en ruines, l'église est reconstruite en 1820. Aujourd'hui, seules sont conservées dans l'église les anciennes stalles du chapitre dont les panneaux sculptés servent d'ornements aux autels latéraux.
La principale originalité de l'église Notre-Dame-de-la-Fosse est son absence de clocher. Celui-ci s'est en effet effondré en 1757 faute d'entretien. Pour le remplacer, un clocher-campanile fut construit en 1761 sur une hauteur à une cinquantaine de mètres de distance de l'église. Il s'agit d'une grosse tour carré surmontée d'un dôme.
Le quartier religieux abrite également la Psallette, une maladrerie près du presbytère, la fontaine Notre Dame de la Fosse.

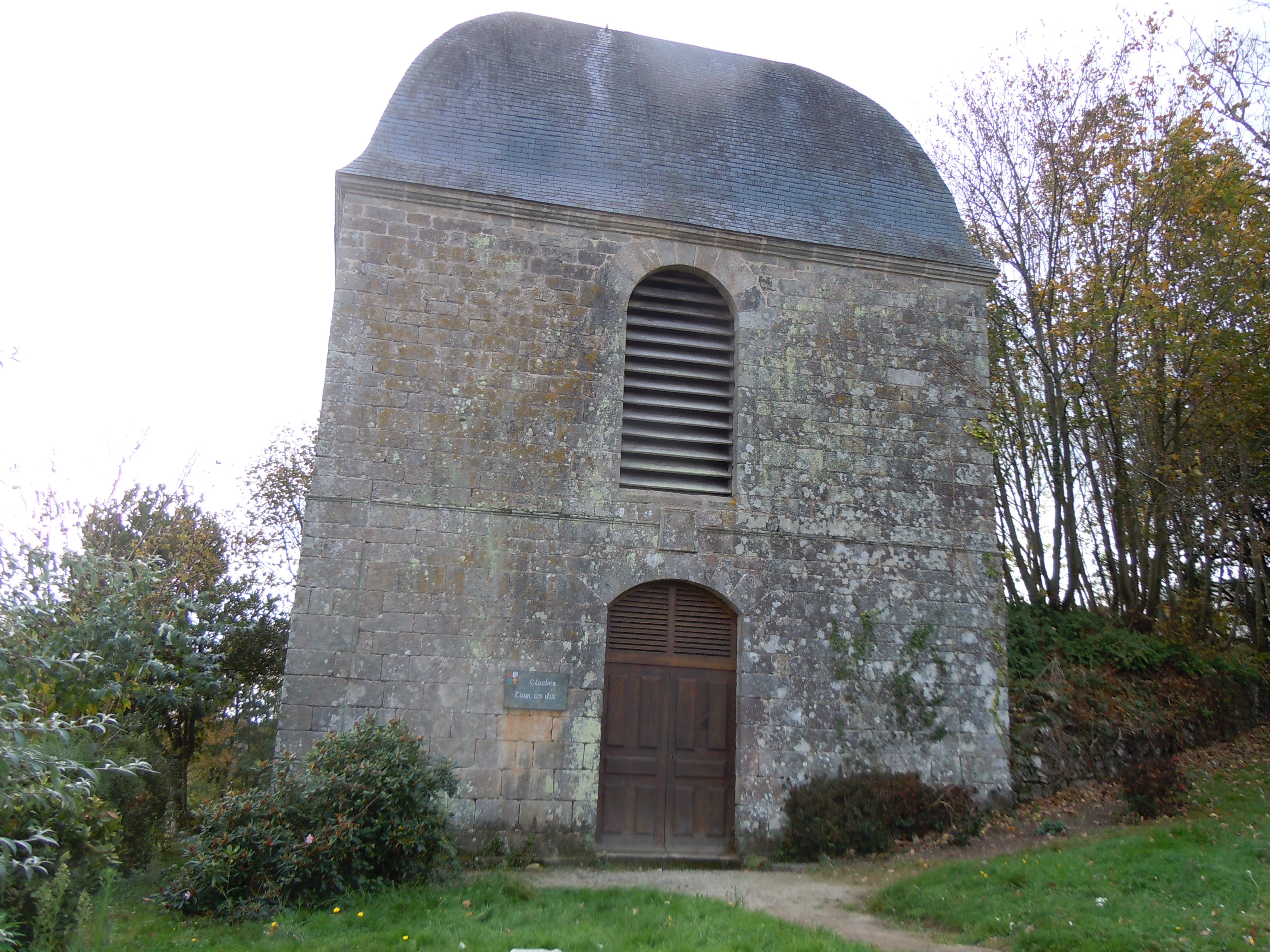
Le clocher campanile.
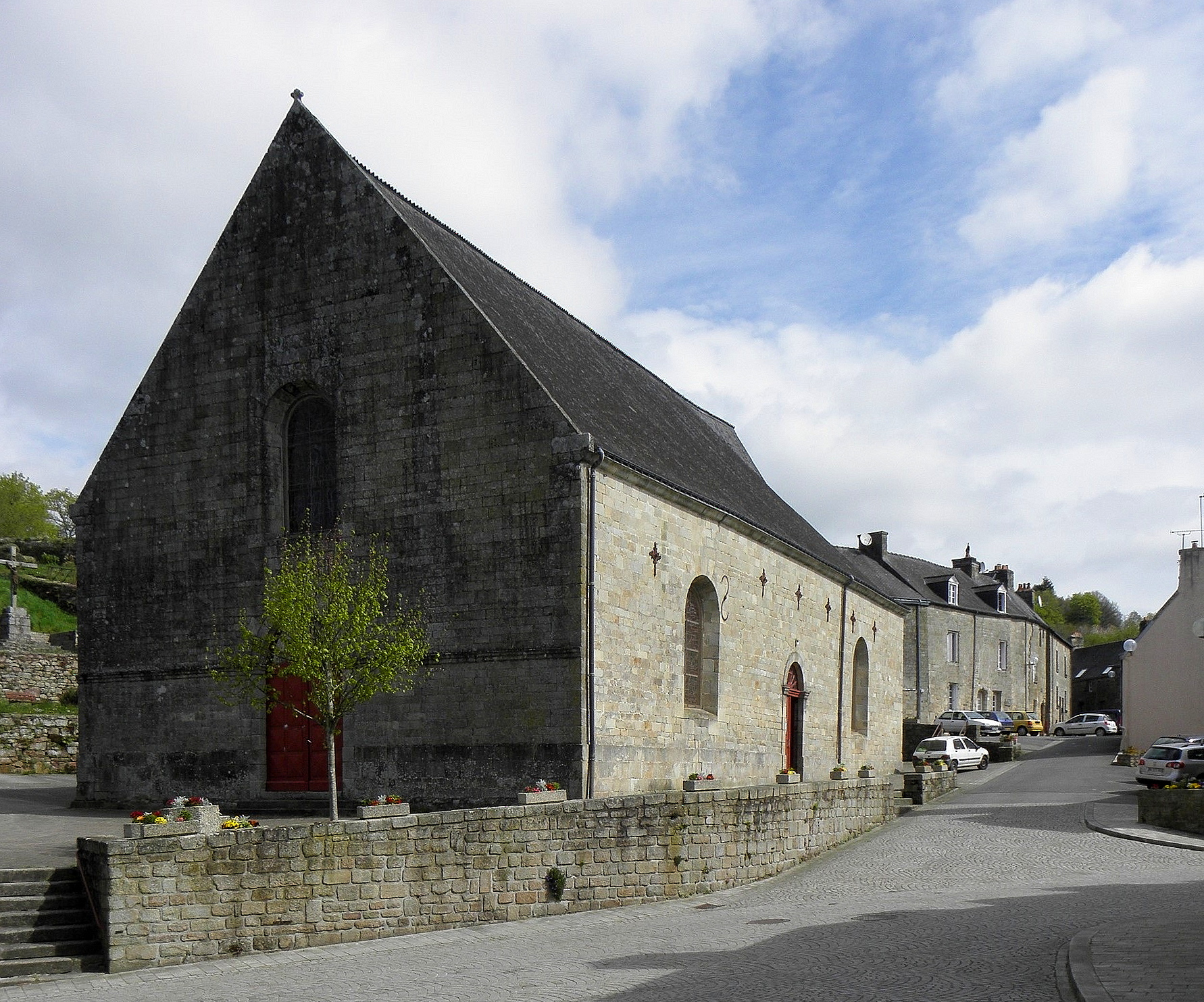
Façade occidentale et côté sud de l'église.
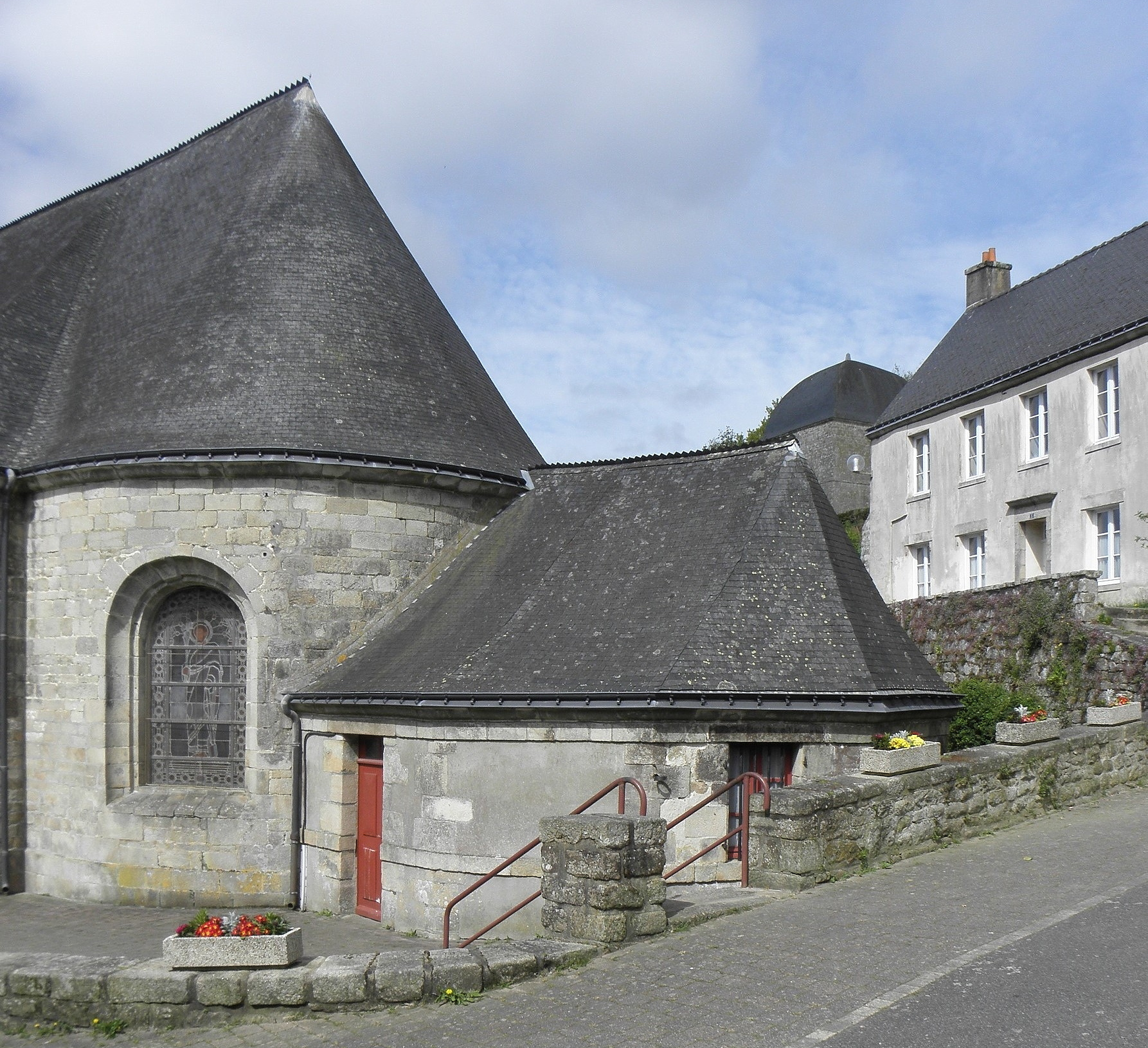
Chevet et sacristie de l'église.

### Guémené-sur-Scorff dans la littérature
Guémené-sur-Scorff est citée dans le poème d’Aragon, Le Conscrit des cent villages, écrit comme acte de Résistance intellectuelle de manière clandestine au printemps 1943, pendant la Seconde Guerre mondiale.
Dans la version originale du poème éditée dans La Diane Française, le nom est orthographié Guéméné. Ce nom de village pourrait éventuellement faire référence à Guémené-Penfao.

### Gastronomie: l'andouille de Guémené

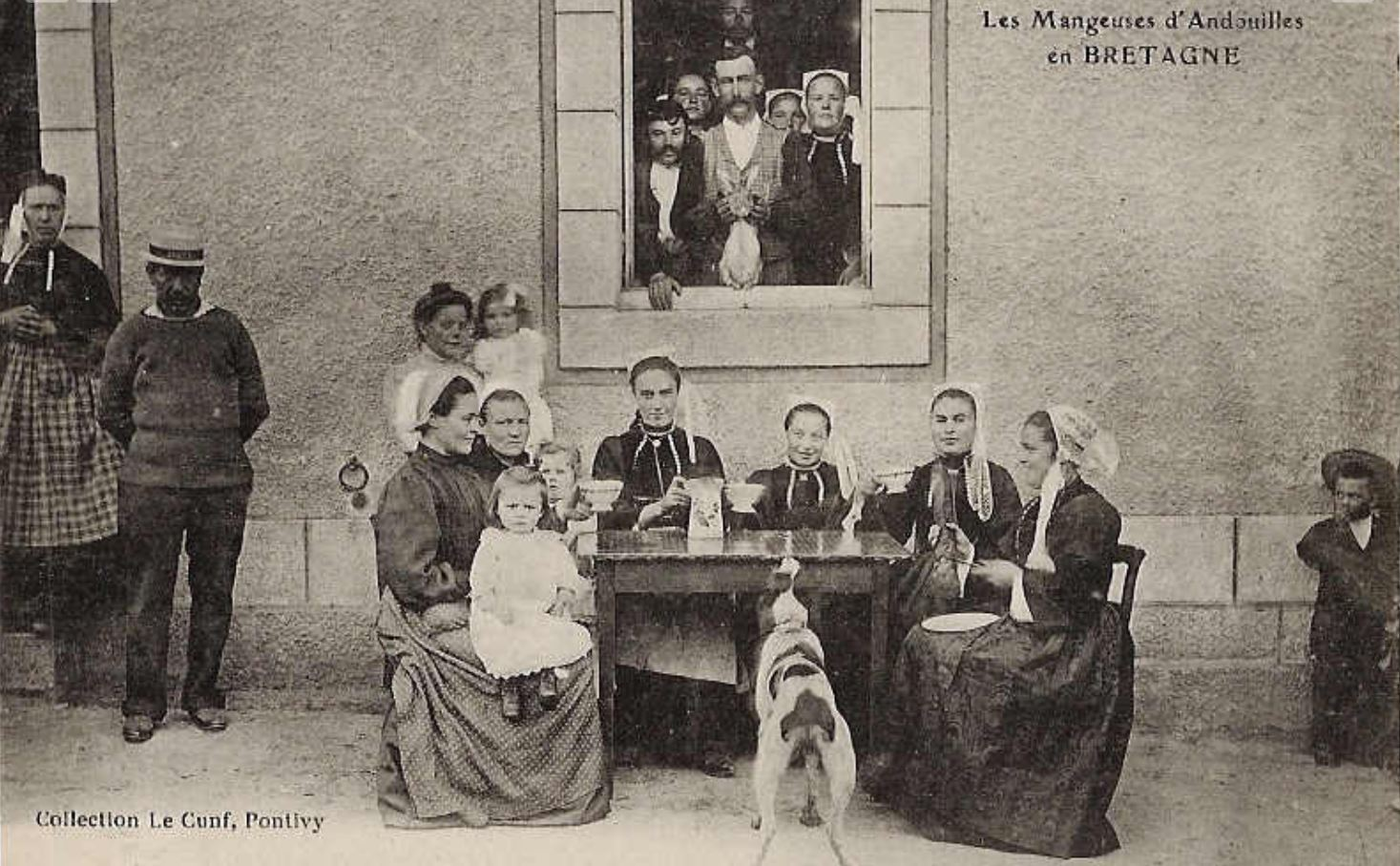
Les mangeuses d'andouilles (carte postale Le Cunff, Pontivy)

- L'andouille de Guémené est la spécialité gastronomique de Guémené-sur-Scorff. Contrairement à celle de Vire, qui est fabriquée par emplissage, l'andouille de Guémené est conçue par enfilages successifs de chaudins (gros intestin du porc servant d'enveloppe), ce qui a pour résultat des différences évidentes dans la structure même de l'andouille.

En l'absence d'une appellation d'origine contrôlée, n'importe quel charcutier du Morbihan peut faire une andouille dite « de Guémené ». Aussi, une confrérie des goustiers de l'andouille lutte depuis quelques années pour défendre l'originalité et la qualité de ses produits. Seuls deux maîtres charcutiers implantés à Guémené continuent à produire des andouilles artisanales entièrement faites à la main : la "Maison de l'andouille" et la "Maison Levesque".
La "Fête de l'Andouille" attire chaque année entre 10 000 et 15 000 visiteurs à Guémené (elle n'a pas été organisée en 2020 et 2021 à cause de l'épidémie de Covid-19).

## Personnalités liées à la commune

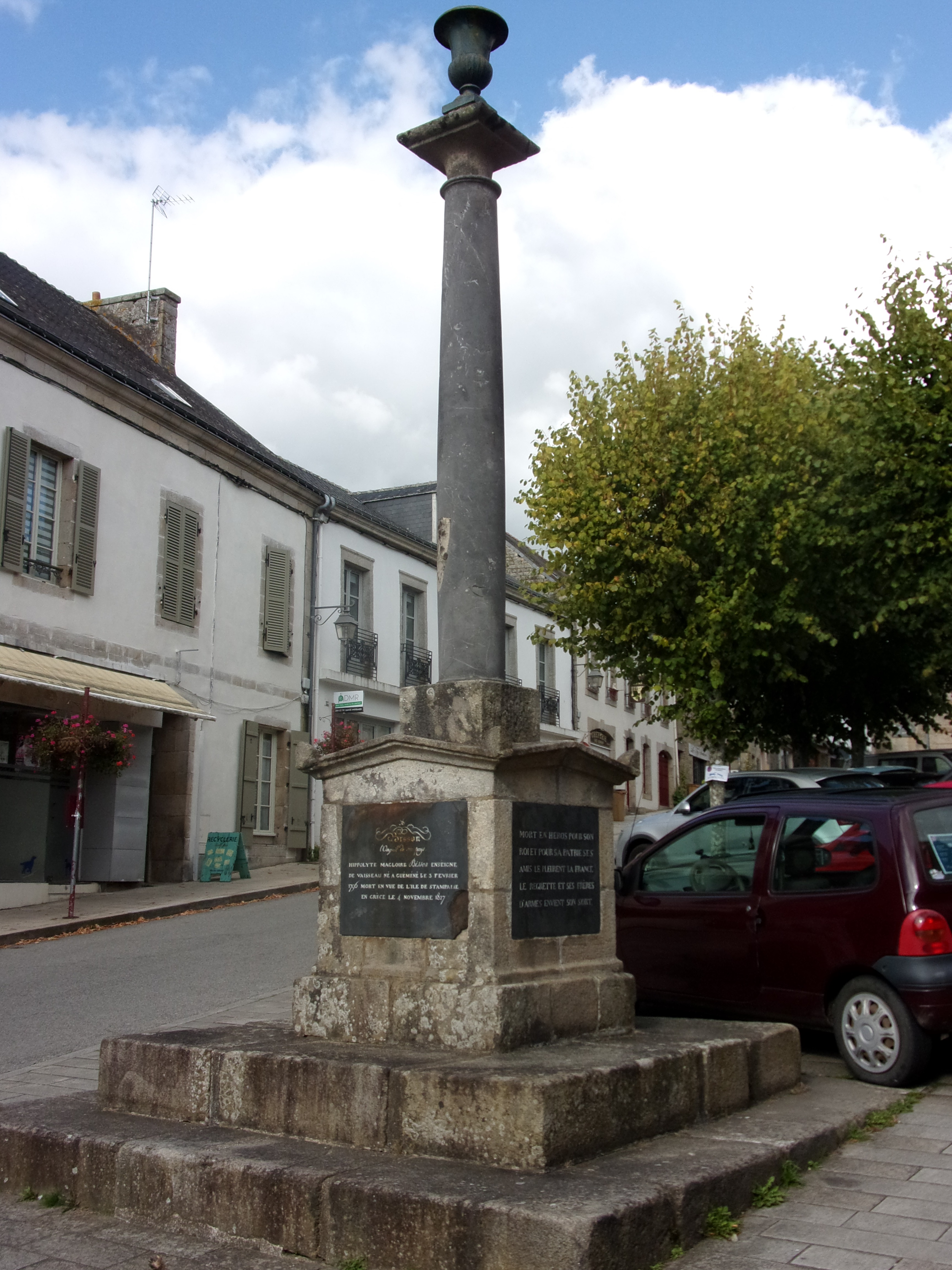
Colonne érigée en souvenir d'Hyppolite Bisson, enfant du pays, à Guémené-sur-Scorff.

- Jeanne de Navarre, fille du roi de Navarre Philippe III de Navarre, décédée à Guémené en 1403.
- Hippolyte Magloire Bisson, né dans la commune en 1796, lieutenant de vaisseau.
- François Napoléon Marie Moigno, dit "Abbé Moigno" né à Guémené le 20 avril 1804, décédé en 1884 à Saint-Denis, père jésuite, mathématicien et astronome : son nom a été donné en 1865 à un cratère de la Lune (36 km de diamètre).
- Joseph Loth, né dans la commune en 1847, linguiste spécialiste des langues celtiques et historien.
- Alfred Brard, sénateur et président du conseil général sous la Troisième République.
- Narcisse Chaillou, artiste-peintre, décédé en 1916 à Guémené-sur-Scorff
- Maurice Tillieux passe quelques mois réfugié à Guémené-sur-Scorff après avoir fui la Belgique à l'été 1940.
- Jean Gainche, ancien coureur cycliste professionnel.
- Pierre Le Bigaut, né dans la commune en 1959, ancien coureur cycliste professionnel.
- Arnaud Le Lan, footballeur au FC Lorient ; originaire de Locmalo.
- Hubert Graignic (né le 24 septembre 1957 dans la commune) est un ancien coureur cycliste professionnel.